# Liste des matchs de l'équipe de Russie de football par adversaire
Cette liste présente les matchs internationaux des équipes de l'Empire russe (1911-1914), de la RSFSR (1923), d'URSS (1924-1991), de la CEI (1992) et de Russie (depuis 1992) de football par adversaire rencontré.
- Haut – A
- B
- C
- D
- E
- F
- G
- H
- I
- J
- K
- L
- M
- N
- O
- P
- Q
- R
- S
- T
- U
- V
- W
- X
- Y
- Z

## A

### Albanie
Confrontations entre la Russie et l'Albanie :
| Date            | Lieu      | Match            | Score | Compétition                                 |
| 16 octobre 2002 | Volgograd | Russie - Albanie | 4-1   | Qualifications pour l'Euro 2004 - Groupe 10 |
| 29 mars 2003    | Shkodër   | Albanie - Russie | 3-1   | Qualifications pour l'Euro 2004 - Groupe 10 |

Bilan
Total de matchs disputés : 2
- Victoire de l'équipe de Russie : 1
- Match nul : 0
- Victoire de l'équipe d'Albanie : 1

### Algérie
Confrontations entre l'équipe d'Algérie de football et l'équipe de Russie de football (et d'URSS).
| Date              | Lieu                    | Match            | Score | Compétition                     |
| 1er novembre 1964 | Constantine Algérie     | Algérie - URSS   | 0-1   | Match amical                    |
| 4 novembre 1964   | Alger Algérie           | Algérie - URSS   | 2-2   | Match amical                    |
| 23 mai 1971       | Moscou Union soviétique | URSS - Algérie   | 1-0   | Match amical                    |
| 26 juin 2014      | Curitiba Brésil         | Russie - Algérie | 1-1   | Coupe du monde de football 2014 |

Bilan
- Total de matchs disputés : 3
- Victoires de l'équipe de Russie (et d'URSS) : 2
- Victoires de l'équipe d'Algérie : 0
- Matchs nuls : 1

### Allemagne
Confrontations entre les équipes d'Allemagne et de RFA et les équipes d'URSS et de Russie de football :
| Date             | Lieu            | Match                        | Score | Compétition                                         |
| 1er juillet 1912 | Stockholm Suède | Allemagne - Russie impériale | 16-0  | JO 1912 (Stockholm) (premier tour de la consolante) |

| Date             | Lieu                | Match            | Score | Compétition         |
| 24 novembre 1956 | Melbourne Australie | Allemagne - URSS | 1-2   | JO 1956 (Melbourne) |

| Date              | Lieu                                       | Match      | Score | Compétition                        |
| 21 août 1955      | Moscou Union soviétique                    | URSS - RFA | 3-2   | amical                             |
| 15 septembre 1956 | Hanovre Allemagne de l'Ouest               | RFA - URSS | 1-2   | amical                             |
| 25 juillet 1966   | Liverpool Angleterre                       | RFA - URSS | 2-1   | Coupe du monde 1966 (demi-finales) |
| 26 mai 1972       | Munich Allemagne de l'Ouest                | RFA - URSS | 4-1   | amical                             |
| 18 juin 1972      | Bruxelles Belgique                         | RFA - URSS | 3-0   | Euro 1972 (finale)                 |
| 5 septembre 1973  | Moscou Union soviétique                    | URSS - RFA | 0-1   | amical                             |
| 8 mars 1978       | Francfort-sur-le-Main Allemagne de l'Ouest | RFA - URSS | 1-0   | amical                             |
| 21 novembre 1979  | Tbilissi Union soviétique                  | URSS - RFA | 1-3   | amical                             |
| 28 mars 1984      | Hanovre Allemagne de l'Ouest               | RFA - URSS | 2-1   | amical                             |
| 28 août 1985      | Moscou Union soviétique                    | URSS - RFA | 1-0   | amical                             |
| 21 septembre 1988 | Düsseldorf Allemagne de l'Ouest            | RFA - URSS | 1-0   | amical                             |
| 27 mars 1991      | Francfort-sur-le-Main Allemagne de l'Ouest | RFA - URSS | 2-1   | amical                             |
| 12 juin 1992      | Norrköping Suède                           | RFA - CEI  | 1-1   | Euro 1992 (phase de groupes)       |

| Date             | Lieu                      | Match              | Score | Compétition                                |
| 7 septembre 1994 | Moscou Russie             | Russie - Allemagne | 0-1   | amical                                     |
| 16 juin 1996     | Manchester Angleterre     | Russie - Allemagne | 0-3   | Euro 1996 (phase de groupes)               |
| 8 juin 2005      | Mönchengladbach Allemagne | Allemagne - Russie | 2-2   | amical                                     |
| 15 octobre 2008  | Dortmund Allemagne        | Allemagne - Russie | 2-1   | Qualifications pour la coupe du monde 2010 |
| 10 octobre 2009  | Moscou Russie             | Russie - Allemagne | 0-1   | Qualifications pour la coupe du monde 2010 |

Bilan
- Total de matchs disputés : 20
- Victoires de l'équipe d'Allemagne : 14
- Victoires de l'équipe de Russie : 4
- Matchs nuls : 2

### Allemagne de l'Est
Les équipes d'Allemagne de l'Est et d'URSS de football se sont affrontées à plusieurs reprises au cours du XXe siècle. Les deux pays ayant disparu, il en fut de même de leurs équipes nationales. Le palmarès de l'équipe d'URSS fut transféré à l'équipe de la CEI puis à l'équipe de Russie tandis que celui de l'équipe de la RDA demeura dans les annales du football. En effet, seule l'équipe d'Allemagne de l'Ouest légua son palmarès à l'équipe d'Allemagne.
Les confrontations entre les deux pays sont marquées par un relatif équilibre, les matchs nuls représentant plus d'un tiers de l'ensemble des matchs disputés. Finalement, l'URSS se démarque par seulement deux longueurs sur sa rivale. Après la réunification de l'Allemagne, le premier match opposant URSS et Allemagne fut disputé le 27 mars 1991, soit un peu moins de deux ans après le dernier match RDA-URSS.
| Date              | Lieu                                  | Match      | Score | Compétition                                |
| 17 août 1960      | Leipzig ( Allemagne de l'Est)         | RDA - URSS | 0 - 1 | amical                                     |
| 3 mai 1962        | Moscou ( Union soviétique)            | URSS - RDA | 2 - 1 | amical                                     |
| 31 mai 1964       | Allemagne de l'Est                    | RDA - URSS | 1 - 1 | Qualifications pour les JO de 1964         |
| 7 juin 1964       | Union soviétique                      | URSS - RDA | 1 - 1 | Qualifications pour les JO de 1964         |
| 28 juin 1964      | Pologne                               | RDA - URSS | 4 - 1 | Qualifications pour les JO de 1964         |
| 23 octobre 1966   | Moscou ( Union soviétique)            | URSS - RDA | 2 - 2 | amical                                     |
| 25 juillet 1969   | Leipzig ( Allemagne de l'Est)         | RDA - URSS | 2 - 2 | amical                                     |
| 10 septembre 1972 | Munich ( Allemagne de l'Ouest)        | RDA - URSS | 2 - 2 | JO de 1972                                 |
| 17 octobre 1973   | Leipzig ( Allemagne de l'Est)         | RDA - URSS | 1 - 0 | amical                                     |
| 27 juillet 1976   | Montréal ( Canada)                    | RDA - URSS | 2 - 1 | JO 1976                                    |
| 28 juillet 1977   | Leipzig ( Allemagne de l'Est)         | RDA - URSS | 2 - 1 | amical                                     |
| 5 septembre 1979  | Moscou ( Union soviétique)            | URSS - RDA | 1 - 0 | amical                                     |
| 7 mai 1980        | Rostock ( Allemagne de l'Est)         | RDA - URSS | 2 - 2 | amical                                     |
| 5 mai 1982        | Moscou ( Union soviétique)            | URSS - RDA | 1 - 0 | amical                                     |
| 26 juillet 1983   | Leipzig ( Allemagne de l'Est)         | RDA - URSS | 1 - 3 | amical                                     |
| 29 avril 1987     | Kiev ( Union soviétique)              | URSS - RDA | 2 - 0 | Qualifications pour l'Euro 1988            |
| 10 octobre 1987   | Berlin ( Allemagne de l'Est)          | RDA - URSS | 1 - 1 | Qualifications pour l'Euro 1988            |
| 26 avril 1989     | Kiev ( Union soviétique)              | URSS - RDA | 3 - 0 | Qualifications pour la Coupe du monde 1990 |
| 8 octobre 1989    | Karl-Marx-Stadt ( Allemagne de l'Est) | RDA - URSS | 2 - 1 | Qualifications pour la Coupe du monde 1990 |

Bilan
- Total de matchs disputés : 19
- Victoires de l'équipe d'Allemagne de l'Est : 5
- Victoires de l'équipe d'URSS : 7
- Matchs nuls : 7

### Andorre
Confrontations entre la Russie et Andorre :
| Date             | Lieu               | Match            | Score | Compétition                                |
| 31 mars 1999     | Moscou             | Russie - Andorre | 6-1   | Qualifications pour l'Euro 2000 - Groupe 4 |
| 8 septembre 1999 | Andorre-la-Vieille | Andorre - Russie | 1-2   | Qualifications pour l'Euro 2000 - Groupe 4 |
| 2 juin 2007      | Saint-Pétersbourg  | Russie - Andorre | 4-0   | Qualifications pour l'Euro 2008 - Groupe E |
| 21 novembre 2007 | Andorre-la-Vieille | Andorre - Russie | 0-1   | Qualifications pour l'Euro 2008 - Groupe E |
| 3 septembre 2010 | Andorre-la-Vieille | Andorre - Russie | 0-2   | Qualifications pour l'Euro 2012 - Groupe B |
| 11 octobre 2011  |                    | Russie - Andorre | -     | Qualifications pour l'Euro 2012 - Groupe B |

Bilan
Total de matchs disputés : 5
- Victoires de l'équipe de Russie : 5
- Match nul : 0
- Victoire de l'équipe d'Andorre : 0

### Angleterre
Confrontations entre l'URSS, la CEI puis la Russie et l'Angleterre :
| Date            | Lieu                  | Match             | Score | Compétition                                               |
| 18 mai 1958     | Moscou                | URSS - Angleterre | 1-1   | Match amical                                              |
| 8 juin 1958     | Göteborg              | URSS - Angleterre | 2-2   | Coupe du monde 1958 - 1er tour (Groupe D)                 |
| 17 juin 1958    | Göteborg              | Angleterre - URSS | 0-1   | Coupe du monde 1958 - 1er tour (Groupe D) - Match d'appui |
| 22 octobre 1958 | Londres               | Angleterre - URSS | 5-0   | Match amical                                              |
| 6 décembre 1967 | Londres               | Angleterre - URSS | 2-2   | Match amical                                              |
| 8 juin 1968     | Rome                  | URSS - Angleterre | 0-2   | Euro 1968 - Match pour la 3e place                        |
| 10 juin 1973    | Moscou                | URSS - Angleterre | 1-2   | Match amical                                              |
| 2 juin 1984     | Londres               | Angleterre - URSS | 0-2   | Match amical                                              |
| 26 mars 1986    | Tbilissi              | URSS - Angleterre | 0-1   | Match amical                                              |
| 18 juin 1988    | Francfort-sur-le-Main | URSS - Angleterre | 3-1   | Euro 1988 - 1er tour (Groupe B)                           |
| 21 mai 1991     | Londres               | Angleterre - URSS | 3-1   | Match amical                                              |
| 29 avril 1992   | Moscou Russie         | CEI - Angleterre  | 2-2   | Match amical                                              |

| Date              | Lieu      | Match               | Score | Compétition                                |
| 12 septembre 2007 | Londres   | Angleterre - Russie | 3-0   | Qualifications pour l'Euro 2008 - Groupe E |
| 17 octobre 2007   | Moscou    | Russie - Angleterre | 2-1   | Qualifications pour l'Euro 2008 - Groupe E |
| 11 juin 2016      | Marseille | Angleterre - Russie | 1-1   | Euro 2016 (groupe B)                       |

Bilan
Total de matchs disputés : 15
- Victoires de l'équipe d'Angleterre : 6
- Matchs nuls : 5
- Victoires de l'équipe d'URSS puis de Russie : 4

Source
- (en) Russia matches, ratings and points exchanged

### Arabie saoudite
Confrontations entre la Russie et l'Arabie saoudite :
| Date           | Lieu                   | Match                    | Score | Compétition                       |
| 6 octobre 1993 | Dammam Arabie saoudite | Arabie saoudite - Russie | 4-2   | Amical                            |
| 14 juin 2018   | Moscou Russie          | Russie - Arabie saoudite | 5-0   | Coupe du monde de 2018 (Groupe A) |

Bilan
Total de matchs disputés : 2
- Victoire de l'équipe d'Arabie saoudite : 1
- Victoire de l'équipe de Russie : 1
- Match nul : 0

### Argentine
Confrontations entre l'URSS puis la Russie et l'Argentine :
| Date              | Lieu           | Match            | Score | Compétition                               |
| 24 juin 1961      | Moscou         | URSS - Argentine | 0-0   | Match amical                              |
| 18 novembre 1961  | Buenos Aires   | Argentine - URSS | 1-2   | Match amical                              |
| 1er décembre 1965 | Buenos Aires   | Argentine - URSS | 1-1   | Match amical                              |
| 2 juillet 1972    | Belo Horizonte | Argentine - URSS | 1-0   | Tournoi amical                            |
| 20 mars 1976      | Kiev           | URSS - Argentine | 0-1   | Match amical                              |
| 28 novembre 1976  | Buenos Aires   | Argentine - URSS | 0-0   | Match amical                              |
| 4 décembre 1980   | Mar del Plata  | Argentine - URSS | 1-1   | Match amical                              |
| 14 avril 1982     | Buenos Aires   | Argentine - URSS | 1-1   | Match amical                              |
| 31 mars 1988      | Berlin-Ouest   | Argentine - URSS | 2-4   | Tournoi amical                            |
| 13 juin 1990      | Naples         | Argentine - URSS | 2-0   | Coupe du monde 1990 - 1er tour (Groupe B) |
| 23 mai 1991       | Manchester     | Argentine - URSS | 1-1   | Tournoi amical                            |

| Date             | Lieu          | Match              | Score | Compétition  |
| 12 août 2009     | Moscou Russie | Russie - Argentine | 2-3   | Match amical |
| 11 novembre 2017 | Moscou Russie | Russie - Argentine | 0-1   | Match amical |

Bilan
Total de matchs disputés : 13
- Victoires de l'équipe d'Argentine : 5
- Matchs nuls : 6
- Victoires de l'équipe d'URSS puis de Russie : 2

### Arménie
Confrontations entre la Russie et l'Arménie :
| Date             | Lieu              | Match            | Score | Compétition                                |
| 27 mars 1999     | Erevan            | Arménie - Russie | 0-3   | Qualifications pour l'Euro 2000 - Groupe 4 |
| 4 septembre 1999 | Moscou            | Russie - Arménie | 2-0   | Qualifications pour l'Euro 2000 - Groupe 4 |
| 26 mars 2011     | Erevan            | Arménie - Russie | 0-0   | Qualifications pour l'Euro 2012 - Groupe B |
| 4 juin 2011      | Saint-Pétersbourg | Russie - Arménie | 3-1   | Qualifications pour l'Euro 2012 - Groupe B |

Bilan
Total de matchs disputés : 4
- Victoires de l'équipe de Russie : 3
- Match nul : 1
- Victoire de l'équipe d'Arménie : 0

### Autriche
Confrontations entre la Russie et l'Autriche :
| Date              | Lieu      | Match           | Score | Compétition                                           |
| 11 juin 1958      | Borås     | URSS - Autriche | 2-0   | Coupe du monde 1958 - 1er tour (Groupe D)             |
| 4 septembre 1960  | Vienne    | Autriche - URSS | 3-1   | Match amical                                          |
| 10 septembre 1961 | Moscou    | URSS - Autriche | 0-1   | Match amical                                          |
| 11 octobre 1964   | Vienne    | Autriche - URSS | 1-0   | Match amical                                          |
| 16 mai 1965       | Moscou    | URSS - Autriche | 0-0   | Match amical                                          |
| 24 avril 1966     | Vienne    | Autriche - URSS | 0-1   | Match amical                                          |
| 11 juin 1967      | Moscou    | URSS - Autriche | 4-3   | Qualifications pour l'Euro 1968 - Groupe 3            |
| 15 octobre 1967   | Vienne    | Autriche- URSS  | 1-0   | Qualifications pour l'Euro 1968 - Groupe 3            |
| 16 juin 1968      | Léningrad | URSS - Autriche | 3-1   | Match amical                                          |
| 23 juin 1976      | Vienne    | Autriche - URSS | 1-2   | Match amical                                          |
| 17 mai 1983       | Vienne    | Autriche - URSS | 2-2   | Match amical                                          |
| 27 mars 1985      | Tbilissi  | URSS - Autriche | 2-0   | Match amical                                          |
| 19 octobre 1988   | Kiev      | URSS - Autriche | 2-0   | Qualifications pour la Coupe du monde 1990 - Groupe 3 |
| 6 septembre 1989  | Vienne    | Autriche - URSS | 0-0   | Qualifications pour la Coupe du monde 1990 - Groupe 3 |

| Date             | Lieu       | Match             | Score | Compétition                                            |
| 17 août 1994     | Klagenfurt | Autriche - Russie | 0-3   | Match amical                                           |
| 25 mai 2004      | Graz       | Autriche - Russie | 0-0   | Match amical                                           |
| 15 novembre 2014 | Vienne     | Autriche - Russie | 1-0   | Éliminatoires du Championnat d'Europe de football 2016 |
| 14 juin 2015     | Moscou     | Russie - Autriche | 0-1   | Éliminatoires du Championnat d'Europe de football 2016 |
| 30 mai 2018      | Innsbruck  | Autriche - Russie | 1-0   | Match amical                                           |

Bilan
Total de matchs disputés : 19
- Victoires de l'équipe d'URSS puis de Russie : 8
- Matchs nuls : 4
- Victoires de l'équipe d'Autriche : 7

### Azerbaïdjan
Confrontations entre la Russie et l'Azerbaïdjan :
| Date            | Lieu   | Match                | Score | Compétition                                           |
| 28 mars 2009    | Moscou | Russie - Azerbaïdjan | 2-0   | Qualifications pour la Coupe du monde 2010 - Groupe 4 |
| 14 octobre 2009 | Bakou  | Azerbaïdjan - Russie | 1-1   | Qualifications pour la Coupe du monde 2010 - Groupe 4 |
| 16 octobre 2012 | Moscou | Russie - Azerbaïdjan | 1-0   | Qualifications pour la Coupe du monde 2014 - Groupe F |

Bilan
Total de matchs disputés : 3
- Victoire de l'équipe de Russie : 2
- Match nul : 1
- Victoire de l'équipe d'Azerbaïdjan : 0

## B

### Belgique
Confrontations entre l'équipe de Belgique de football et les équipes d'URSS et de Russie de football.
| Date             | Lieu      | Match           | Score     | Compétition                               |
| 22 mai 1966      | Bruxelles | Belgique - URSS | 0-1       | amical                                    |
| 22 avril 1968    | Moscou    | URSS - Belgique | 1-0       | amical                                    |
| 6 juin 1970      | Mexico    | Belgique - URSS | 1-4       | Coupe du monde 1970 (phase de groupes)    |
| 1er juillet 1982 | Barcelone | Belgique - URSS | 0-1       | Coupe du monde 1982 (second tour)         |
| 15 juin 1986     | León      | Belgique - URSS | 4-3 (a.p) | Coupe du monde 1986 (huitièmes de finale) |

| Date             | Lieu           | Match             | Score | Compétition                    |
| ---------------- | -------------- | ----------------- | ----- | ------------------------------ |
| 24 avril 1996    | Bruxelles      | Belgique - Russie | 0-0   | Match amical                   |
| 14 juin 2002     | Shizuoka       | Belgique - Russie | 3-2   | Coupe du monde 2002 (Groupe H) |
| 18 novembre 2010 | Voronej        | Russie - Belgique | 0-2   | Match amical                   |
| 22 juin 2014     | Rio de Janeiro | Belgique - Russie | 1-0   | Coupe du monde 2014 (Groupe H) |
| 28 mars 2017     | Sotchi         | Russie - Belgique | 3-3   | Match amical                   |

Bilan
- Total de matchs disputés : 10
- Victoires de l'équipe de Russie : 4
- Victoires de l'équipe de Belgique : 4
- Matchs nuls : 2

### Biélorussie
| Date         | Lieu              | Match                | Score | Compétition    |
| 19 mai 1999  | Toula Russie      | Russie - Biélorussie | 1 - 1 | amical         |
| 18 août 1999 | Minsk Biélorussie | Biélorussie - Russie | 0 - 2 | amical         |
| 17 mai 2002  | Moscou Russie     | Russie - Biélorussie | 1 - 1 | Tournoi amical |

Bilan
- Total de matchs disputés : 3
- Victoires de l'équipe de Russie : 1
- Victoires de l'équipe de Biélorussie : 0
- Matchs nuls : 2

### Birmanie
Confrontations entre l'équipe de Russie de football et l'équipe de Birmanie de football
| Date         | Lieu                            | Match           | Score | Compétition      |
| 28 août 1972 | Ratisbonne Allemagne de l'Ouest | Birmanie - URSS | 0-1   | JO 1972 (Munich) |

Bilan
- Total de matchs disputés : 1
- Victoires de l'équipe de Russie : 1
- Victoires de l'équipe de Birmanie : 0
- Matchs nuls : 0

### Brésil
Confrontations entre l'équipe du Brésil de football et l'équipe de Russie de football :
| Date             | Lieu               | Match           | Score | Compétition         |
| 20 juin 1994     | San Francisco      | Brésil - Russie | 2-0   | Coupe du monde 1994 |
| 28 août 1996     | Moscou             | Russie - Brésil | 2-2   | Match amical        |
| 18 novembre 1998 | Fortaleza          | Brésil - Russie | 5-1   | Match amical        |
| 1er mars 2006    | Moscou             | Russie - Brésil | 0-1   | Match amical        |
| 25 mars 2013     | Londres Angleterre | Brésil - Russie | 1-1   | Match amical        |
| 23 mars 2018     | Moscou             | Russie - Brésil | 0-3   | Match amical        |

Bilan
- Total de matchs disputés : 6
- Victoires de l'équipe du Brésil : 4
- Victoires de la Russie : 0
- Matchs nuls : 2

### Bulgarie
Confrontations entre l'équipe de Bulgarie de football et les équipes d'URSS et de Russie de football :
| Date              | Lieu             | Match           | Score | Compétition                                     |
| 11 juin 1952      | Union soviétique | URSS - Bulgarie | 2-2   | Amical                                          |
| 18 juin 1952      | Union soviétique | URSS - Bulgarie | 2-2   | Amical                                          |
| 15 juillet 1952   | Finlande         | URSS - Bulgarie | 2-1   | Jeux Olympiques de 1952                         |
| 5 décembre 1956   | Australie        | URSS - Bulgarie | 2-1   | Jeux Olympiques de 1956                         |
| 21 juillet 1957   | Bulgarie         | Bulgarie - URSS | 0-4   | Amical                                          |
| 27 juin 1959      | Union soviétique | URSS - Bulgarie | 1-1   | Qualifications pour les Jeux Olympiques de 1960 |
| 13 septembre 1959 | Bulgarie         | Bulgarie - URSS | 1-0   | Qualifications pour les Jeux Olympiques de 1960 |
| 29 novembre 1964  | Bulgarie         | Bulgarie - URSS | 0-0   | Amical                                          |
| 8 octobre 1967    | Bulgarie         | Bulgarie - URSS | 1-2   | Amical                                          |
| 5 mai 1970        | Bulgarie         | Bulgarie - URSS | 3-3   | Amical                                          |
| 6 mai 1970        | Bulgarie         | Bulgarie - URSS | 0-0   | Amical                                          |
| 28 avril 1971     | Bulgarie         | Bulgarie - URSS | 1-1   | Amical                                          |
| 29 mars 1972      | Bulgarie         | Bulgarie - URSS | 1-1   | Amical                                          |
| 7 juin 1972       | Union soviétique | URSS - Bulgarie | 1-0   | Amical                                          |
| 28 mars 1973      | Bulgarie         | Bulgarie - URSS | 1-0   | Amical                                          |
| 24 mars 1976      | Bulgarie         | Bulgarie - URSS | 0-3   | Amical                                          |
| 28 mars 1979      | Union soviétique | URSS - Bulgarie | 3-1   | Amical                                          |
| 26 mars 1980      | Bulgarie         | Bulgarie - URSS | 1-3   | Amical                                          |
| 21 février 1989   | Bulgarie         | Bulgarie - URSS | 1-2   | Amical                                          |

| Date              | Lieu     | Match             | Score | Compétition                                |
| 10 septembre 1997 | Bulgarie | Bulgarie - Russie | 1-0   | Qualifications pour la Coupe du monde 1998 |
| 11 octobre 1997   | Russie   | Russie - Bulgarie | 4-2   | Qualifications pour la Coupe du monde 1998 |
| 31 mars 2004      | Bulgarie | Bulgarie - Russie | 2-2   | Amical                                     |

Bilan
- Total de matchs disputés : 22
- Victoires de l'équipe de Bulgarie : 3
- Victoires des équipes d'URSS et de Russie : 10
- Matchs nuls : 9

## C

### Cameroun
Confrontations entre l'équipe du Cameroun de football et les équipes d'URSS et de Russie de football :
| Date         | Lieu        | Match           | Score | Compétition                            |
| 18 juin 1990 | Bari Italie | Cameroun - URSS | 0-4   | Coupe du monde 1990 (phase de groupes) |

| Date         | Lieu                     | Match             | Score | Compétition                            |
| 28 juin 1994 | San Francisco États-Unis | Cameroun - Russie | 1-6   | Coupe du monde 1994 (phase de groupes) |

Bilan
- Total de matchs disputés : 2
- Victoires de l'équipe de Russie : 2
- Victoires de l'équipe du Cameroun : 0
- Matchs nuls : 0

### Canada
Confrontations entre l'équipe de Russie de football et l'équipe du Canada de soccer.
| Date            | Lieu             | Match         | Score | Compétition                |
| 19 juillet 1976 | Montréal Canada  | Canada - URSS | 1-2   | Jeux olympiques d'été 1976 |
| 9 juin 1986     | Irapuato Mexique | Canada - URSS | 0-2   | Coupe du monde 1986        |

Bilan
- Total de matchs disputés : 2
- Victoires de l'équipe de Russie : 2
- Victoires de l'équipe du Canada : 0
- Matchs nuls : 0

### Chili
Confrontations entre l'équipe du Chili de football et les équipes d'URSS et de Russie de football :
| Date              | Lieu                    | Match        | Score | Compétition                                                         |
| 22 novembre 1961  | Santiago Chili          | Chili - URSS | 0-1   | amical                                                              |
| 10 juin 1962      | Arica Chili             | Chili - URSS | 2-1   | Coupe du monde 1962 (Quarts de finale)                              |
| 23 février 1966   | Santiago Chili          | Chili - URSS | 0-2   | amical                                                              |
| 20 juillet 1966   | Sunderland Angleterre   | Chili - URSS | 1-2   | Coupe du monde 1966 (Phase de groupes)                              |
| 17 décembre 1967  | Santiago Chili          | Chili - URSS | 1-4   | amical                                                              |
| 26 septembre 1973 | Moscou Union soviétique | URSS - Chili | 0-0   | Qualifications pour la Coupe du monde 1974 (Barrages UEFA/CONMEBOL) |
| 21 novembre 1973  | Santiago Chili          | Chili - URSS | 1-0,  | Qualifications pour la Coupe du monde 1974 (Barrages UEFA/CONMEBOL) |

Bilan
- Total de matchs disputés : 7
- Victoires de l'équipe du Chili : 2
- Victoires de l'équipe de Russie : 4
- Matchs nuls : 1

### Chine
Confrontations entre l'équipe de Russie de football et l'équipe de Chine de football.
| Date            | Lieu        | Match        | Score | Compétition    |
| 3 octobre 1959  | Pékin Chine | Chine - URSS | 0-1   | amical         |
| 21 janvier 1985 | Cochin Inde | Chine - URSS | 2-3   | Tournoi amical |

Bilan
- Total de matchs disputés : 2
- Victoires de l'équipe de Russie : 2
- Victoires de l'équipe de Chine : 0
- Matchs nuls : 0

### Chypre
| Date               | Lieu             | Match           | Score | Compétition                                      |
| 15 novembre 1970   | Chypre           | Chypre - URSS   | 1 - 3 | Qualifications pour le Championnat d'Europe 1972 |
| 7 juin 1971        | Union soviétique | URSS - Chypre   | 6 - 1 | Qualifications pour le Championnat d'Europe 1972 |
| 29 mai 1991        | Union soviétique | URSS - Chypre   | 4 - 0 | Qualifications pour le Championnat d'Europe 1992 |
| 13 novembre 1991   | Chypre           | Chypre - URSS   | 0 - 3 | Qualifications pour le Championnat d'Europe 1992 |
| 1er septembre 1996 | Russie           | Russie - Chypre | 4 - 0 | Qualifications pour la Coupe du monde 1998       |
| 29 mars 1997       | Chypre           | Chypre - Russie | 1 - 1 | Qualifications pour la Coupe du monde 1998       |
| 12 février 2003    | Chypre           | Chypre - Russie | 0 - 1 | Tournoi amical                                   |

Bilan
- Total de matchs disputés : 7
- Victoires de l'équipe de Chypre : 0
- Victoires des équipes d'URSS et de Russie : 6
- Matchs nuls : 1

### Colombie
| Date            | Lieu        | Match           | Score | Compétition         |
| 3 juin 1962     | Arica       | Colombie - URSS | 4-4   | Coupe du monde 1962 |
| 20 février 1969 | Bogota      | Colombie - URSS | 1-3   | amical              |
| 20 février 1990 | Los Angeles | Colombie - URSS | 0-0   | Tournoi amical      |

Bilan
- Total de matchs disputés : 3
- Victoires de l'équipe de Russie : 1
- Victoires de l'équipe de Colombie : 0
- Matchs nuls : 2

### Corée du Nord
| Date            | Lieu          | Match                | Score | Compétition                    |
| 12 juillet 1966 | Middlesbrough | Corée du Nord - URSS | 0 - 3 | Coupe du monde 1966 (Groupe D) |
| 23 juillet 1976 | Ottawa        | Corée du Nord - URSS | 0 - 3 | JO 1976 (Montréal)             |

Bilan
- Total de matchs disputés : 2
- Victoires de l'équipe de Corée du Nord : 0
- Victoires de l'équipe de Russie : 2
- Matchs nuls : 0

### Corée du Sud
| Date             | Lieu                      | Match                 | Score | Compétition                    |
| 19 novembre 2013 | Dubaï Émirats arabes unis | Russie - Corée du Sud | 2- 1  | Match amical                   |
| 18 juin 2014     | Cuiabá Brésil             | Russie - Corée du Sud | 1-1   | Coupe du monde 2014 (Groupe H) |
| 7 octobre 2017   | Moscou Russie             | Russie - Corée du Sud | 4-2   | Match amical                   |

Bilan
- Total de matchs disputés : 3
- Victoires de l'équipe de Corée du Sud : 0
- Victoires de l'équipe de Russie : 2
- Matchs nuls : 1

### Costa Rica
Confrontations entre l'équipe de Russie de football et l'équipe du Costa Rica de football.
| Date            | Lieu                   | Match             | Score | Compétition    |
| 22 février 1990 | Los Angeles États-Unis | Costa Rica - URSS | 1-2   | Tournoi amical |

Bilan
- Total de matchs disputés : 1
- Victoires de l'équipe de Russie : 1
- Victoires de l'équipe du Costa Rica : 0
- Matchs nuls : 0

### Croatie
Confrontations entre l'équipe de Croatie de football et l'équipe de Russie de football.
| Date             | Lieu                     | Match            | Score           | Compétition                                            |
| 6 septembre 2006 | Moscou Russie            | Russie - Croatie | 0-0             | Éliminatoires du Championnat d'Europe de football 2008 |
| 6 juin 2007      | Zagreb Croatie           | Croatie - Russie | 0-0             | Éliminatoires du Championnat d'Europe de football 2008 |
| 17 novembre 2015 | Rostov-sur-le-Don Russie | Russie - Croatie | 1-3             | Match amical                                           |
| 7 juillet 2018   | Sotchi Russie            | Russie - Croatie | 2-2 (3-4 t.a.b) | Coupe du monde 2018 (Quart de finale)                  |

Bilan
- Total de matchs disputés : 4
- Victoires de l'équipe de Russie : 0
- Victoires de l'équipe de Croatie : 2
- Matchs nuls : 2

## D

### Danemark
Confrontations entre l'équipe du Danemark de football et les équipes d'URSS, de la CEI et de Russie de football :
| Date              | Lieu             | Match           | Score | Compétition                                |
| 23 mai 1956       | Union soviétique | URSS - Danemark | 5-1   | Amical                                     |
| 1er juillet 1956  | Danemark         | Danemark - URSS | 2-5   | Amical                                     |
| 17 juin 1964      | Espagne          | URSS - Danemark | 3-0   | Championnat d'Europe 1964                  |
| 27 juin 1965      | Union soviétique | URSS - Danemark | 6-0   | Qualifications pour la Coupe du monde 1966 |
| 17 octobre 1965   | Danemark         | Danemark - URSS | 1-3   | Qualifications pour la Coupe du monde 1966 |
| 27 juin 1979      | Danemark         | Danemark - URSS | 1-2   | Amical                                     |
| 12 juillet 1980   | Union soviétique | URSS - Danemark | 2-0   | Amical                                     |
| 5 juin 1985       | Danemark         | Danemark - URSS | 4-2   | Qualifications pour la Coupe du monde 1986 |
| 25 septembre 1985 | Union soviétique | URSS - Danemark | 1-0   | Qualifications pour la Coupe du monde 1986 |

| Date        | Lieu     | Match          | Score | Compétition |
| 3 juin 1992 | Danemark | CEI - Danemark | 1-1   | Amical      |

| Date         | Lieu                | Match           | Score | Compétition |
| 21 Juin 2021 | Copenhague Danemark | Russie Danemark | 1-4   | Euro 2020   |

Bilan
- Total de matchs disputés : 11
- Victoires de l'équipe du Danemark : 2
- Victoires des équipes d'URSS, de la CEI et de Russie : 9
- Matchs nuls : 1

## E

### Écosse
Confrontations entre l'équipe d'Écosse de football et les équipes d'URSS, de la CEI et de Russie de football :
| Date           | Lieu             | Match         | Score | Compétition         |
| 10 mai 1967    | Écosse           | Écosse - URSS | 0-2   | Amical              |
| 14 juin 1971   | Union soviétique | URSS - Écosse | 1-0   | Amical              |
| 22 juin 1982   | Espagne          | Écosse - URSS | 2-2   | Coupe du monde 1982 |
| 6 février 1991 | Écosse           | Écosse - URSS | 0-1   | Amical              |

| Date         | Lieu  | Match        | Score | Compétition                           |
| 18 juin 1992 | Suède | Écosse - CEI | 3-0   | Championnat d'Europe de football 1992 |

| Date             | Lieu   | Match           | Score | Compétition                                                  |
| 16 novembre 1994 | Écosse | Écosse - Russie | 1-1   | Qualifications pour le Championnat d'Europe de football 1996 |
| 29 mars 1995     | Russie | Écosse - Russie | 0-0   | Qualifications pour le Championnat d'Europe de football 1996 |

Bilan
- Total de matchs disputés : 7
- Victoires de l'équipe d'Écosse : 1
- Victoires des équipes d'URSS, de la CEI et de Russie : 3
- Matchs nuls : 3

### Égypte
Confrontations entre l'équipe d'Égypte de football et l'équipe de Russie de football :
| Date         | Lieu                     | Match           | Score | Compétition                       |
| 19 juin 2018 | Saint-Pétersbourg Russie | Russie - Égypte | 3-1   | Coupe du monde de 2018 (Groupe A) |

Bilan
- Total de matchs disputés : 1
- Victoires de l'équipe d'Égypte : 0
- Victoires de l'équipe de Russie : 1
- Matchs nuls : 0

### Émirats arabes unis
| Date        | Lieu          | Match                        | Score | Compétition |
| 29 mai 1996 | Moscou Russie | Russie - Émirats arabes unis | 1 - 0 | amical      |

Bilan
- Total de matchs disputés : 1
- Victoires de l'équipe de Russie : 1
- Victoires de l'équipe des Émirats arabes unis : 0
- Matchs nuls : 0

### Espagne
Confrontations entre l'équipe d'Espagne de football et l'équipe de Russie de football :
| Date              | Lieu                     | Match            | Score           | Compétition                              |
| 23 septembre 1998 | Grenade Espagne          | Espagne - Russie | 1-0             | amical                                   |
| 12 juin 2004      | Faro Portugal            | Espagne - Russie | 1-0             | Euro 2004 (match de groupe)              |
| 27 mai 2006       | Albacete Espagne         | Espagne - Russie | 0-0             | amical                                   |
| 10 juin 2008      | Innsbruck Autriche       | Espagne - Russie | 4-1             | Euro 2008 (match de groupe)              |
| 26 juin 2008      | Vienne Autriche          | Russie - Espagne | 0-3             | Euro 2008 (demi-finale)                  |
| 14 novembre 2017  | Saint-Pétersbourg Russie | Russie - Espagne | 3-3             | amical                                   |
| 1er juillet 2018  | Moscou Russie            | Espagne - Russie | 1-1 (3-4 t.a.b) | Coupe du monde 2018 (Huitième de finale) |

Bilan
- Total de matchs disputés : 7
- Victoires de l'équipe d'Espagne : 4
- Victoires de l'équipe de Russie : 1
- Matchs nuls : 2

### Estonie
Confrontations entre l'équipe d'Estonie de football et l'équipe de Russie de football.
| Date              | Lieu                     | Match            | Score | Compétition                                               |
| 18 septembre 1923 | Estonie                  | Estonie - Russie | 2-4   | amical                                                    |
| 27 mars 2002      | Tallinn Estonie          | Estonie - Russie | 2-1   | amical                                                    |
| 17 novembre 2004  | Krasnodar Russie         | Russie - Estonie | 4-0   | Qualifications pour la Coupe du monde de football de 2006 |
| 30 mars 2005      | Tallinn Estonie          | Estonie - Russie | 1-1   | Qualifications pour la Coupe du monde de football de 2006 |
| 11 octobre 2006   | Saint-Pétersbourg Russie | Russie - Estonie | 2-0   | Éliminatoires du Championnat d'Europe de football 2008    |
| 24 mars 2007      | Tallinn Estonie          | Estonie - Russie | 0-2   | Éliminatoires du Championnat d'Europe de football 2008    |

Bilan
- Total de matchs disputés : 6
- Victoires de l'équipe de Russie : 4
- Victoires de l'équipe d'Estonie : 1
- Matchs nuls : 1

### États-Unis
Confrontations entre l'équipe des États-Unis de football et les équipes d'URSS et de Russie de football :
| Date             | Lieu                             | Match             | Score | Compétition    |
| 24 février 1990  | Palo Alto États-Unis             | États-Unis - URSS | 1-3   | Amical         |
| 21 novembre 1990 | Port-d'Espagne Trinité-et-Tobago | États-Unis - URSS | 0-0   | Tournoi amical |
| 25 janvier 1992  | Miami États-Unis                 | États-Unis - CEI  | 0-1   | Amical         |
| 2 février 1992   | Détroit États-Unis               | États-Unis - CEI  | 2-1   | Amical         |

| Date            | Lieu                | Match               | Score | Compétition |
| 13 février 1993 | Orlando États-Unis  | États-Unis - Russie | 0-1   | Amical      |
| 21 février 1993 | San José États-Unis | États-Unis - Russie | 0-0   | Amical      |
| 29 janvier 1994 | Seattle États-Unis  | États-Unis - Russie | 1-1   | Amical      |
| 26 avril 2000   | Moscou Russie       | Russie - États-Unis | 2-0   | Amical      |

Bilan
- Total de matchs disputés : 8
- Victoires de l'équipe des États-Unis : 1
- Victoires de l'équipe de Russie : 4
- Matchs nuls : 3

## F

### Îles Féroé
| Date             | Lieu                | Match               | Score | Compétition                                |
| 6 mai 1995       | Moscou Russie       | Russie - Îles Féroé | 3 - 0 | Qualifications pour l'Euro 1996            |
| 6 septembre 1995 | Toftir Îles Féroé   | Îles Féroé - Russie | 2 - 5 | Qualifications pour l'Euro 1996            |
| 28 mars 2001     | Moscou Russie       | Russie - Îles Féroé | 1 - 0 | Qualifications pour la Coupe du monde 2002 |
| 5 septembre 2001 | Torshavn Îles Féroé | Îles Féroé - Russie | 0 - 3 | Qualifications pour la Coupe du monde 2002 |
|                  |                     |                     |       |                                            |

Bilan
- Total de matchs disputés : 4
- Victoires de l'équipe de Russie : 4
- Victoires de l'équipe des Îles Féroé : 0
- Matchs nuls : 0

### Finlande
Confrontations entre l'équipe de Finlande de football et les équipes de l'Empire Russe, d'URSS et de Russie de football :
| Date         | Lieu  | Match                   | Score | Compétition             |
| 30 juin 1912 | Suède | Finlande - Empire Russe | 2-1   | Jeux Olympiques de 1912 |

| Date             | Lieu             | Match           | Score | Compétition                                      |
| 29 juin 1952     | Finlande         | Finlande - URSS | 0-2   | Amical                                           |
| 27 juillet 1957  | Union soviétique | URSS - Finlande | 2-1   | Qualifications pour la Coupe du monde 1958       |
| 15 août 1957     | Finlande         | Finlande - URSS | 0-10  | Qualifications pour la Coupe du monde 1958       |
| 27 juillet 1963  | Union soviétique | URSS - Finlande | 7-0   | Qualifications pour les Jeux Olympiques de 1964  |
| 1er août 1963    | Finlande         | Finlande - URSS | 0-4   | Qualifications pour les Jeux Olympiques de 1964  |
| 30 août 1967     | Union soviétique | URSS - Finlande | 2-0   | Qualifications pour le Championnat d'Europe 1968 |
| 6 septembre 1967 | Finlande         | Finlande - URSS | 2-5   | Qualifications pour le Championnat d'Europe 1968 |
| 16 juillet 1972  | Finlande         | Finlande - URSS | 1-1   | Amical                                           |
| 5 avril 1978     | Union soviétique | URSS - Finlande | 10-2  | Amical                                           |
| 4 juillet 1979   | Finlande         | Finlande - URSS | 1-1   | Qualifications pour le Championnat d'Europe 1980 |
| 31 octobre 1979  | Union soviétique | URSS - Finlande | 2-2   | Qualifications pour le Championnat d'Europe 1980 |
| 13 octobre 1982  | Union soviétique | URSS - Finlande | 2-0   | Qualifications pour le Championnat d'Europe 1984 |
| 1er juin 1983    | Finlande         | Finlande - URSS | 0-1   | Qualifications pour le Championnat d'Europe 1984 |
| 15 mai 1984      | Finlande         | Finlande - URSS | 1-3   | Amical                                           |
| 7 mai 1986       | Union soviétique | URSS - Finlande | 0-0   | Amical                                           |
| 17 août 1988     | Finlande         | Finlande - URSS | 0-0   | Amical                                           |

| Date             | Lieu                     | Match             | Score | Compétition                                      |
| 16 août 1995     | Helsinki Finlande        | Finlande - Russie | 0-6   | Qualifications pour le Championnat d'Europe 1996 |
| 15 novembre 1995 | Moscou Russie            | Russie - Finlande | 3-1   | Qualifications pour le Championnat d'Europe 1996 |
| 15 octobre 2008  | Moscou Russie            | Russie - Finlande | 3-0   | Qualifications pour la Coupe du monde 2010       |
| 10 juin 2009     | Helsinki Finlande        | Finlande - Russie | 0-3   | Qualifications pour la Coupe du monde 2010       |
| 16 juin 2021     | Saint Petersbourg Russie | Finlande - Russie | 0-1   | Euro 2021 (Groupe B)                             |

Bilan
- Total de matchs disputés : 22
- Victoires de l'équipe de Finlande : 1
- Victoires des équipes de l'Empire Russe, d'URSS et de Russie : 16
- Matchs nuls : 5

### France
Confrontations entre l'équipe de France de football et la Russie de football :
| Date            | Lieu                     | Match           | Score | Compétition                     |
| 28 juillet 1993 | Caen France              | France - Russie | 3-1   | Amical                          |
| 25 mars 1998    | Moscou Russie            | Russie - France | 1-0   | Amical                          |
| 10 octobre 1998 | Moscou Russie            | Russie - France | 2-3   | Qualifications pour l'Euro 2000 |
| 5 juin 1999     | Saint-Denis France       | France - Russie | 2-3   | Qualifications pour l'Euro 2000 |
| 17 avril 2002   | Saint-Denis France       | France - Russie | 0-0   | Amical                          |
| 29 mars 2016    | Saint-Denis France       | France - Russie | 4-2   | Amical                          |
| 27 mars 2018    | Saint-Pétersbourg Russie | Russie - France | 1-3   | Amical                          |

Bilan
- Total de matches disputés : 7
- Victoires de l'équipe de France : 4
- Victoires de l'équipe de Russie : 2
- Matches nuls : 1
- Buts pour l'équipe de France : 15
- Buts pour l'équipe de Russie : 10

## G

### Géorgie
| Date            | Lieu             | Match            | Score | Compétition                     |
| 30 mai 1998     | Tbilissi Géorgie | Géorgie - Russie | 1 - 1 | Amical                          |
| 30 avril 2003   | Tbilissi Géorgie | Géorgie - Russie | 1 - 0 | Qualifications pour l'Euro 2004 |
| 11 octobre 2003 | Moscou Russie    | Russie - Géorgie | 3 - 1 | Qualifications pour l'Euro 2004 |

Bilan
- Total de matchs disputés : 3
- Victoires de l'équipe de Russie : 1
- Victoires de l'équipe de Géorgie : 1
- Matchs nuls : 1

### Grèce
Confrontations entre l'équipe de Grèce de football et les équipes d'URSS et de Russie de football :
| Date              | Lieu             | Match        | Score | Compétition                                      |
| 23 mai 1965       | Union soviétique | URSS - Grèce | 3-1   | Qualifications pour la Coupe du monde 1966       |
| 3 octobre 1965    | Grèce            | Grèce - URSS | 1-4   | Qualifications pour la Coupe du monde 1966       |
| 16 juillet 1967   | Union soviétique | URSS - Grèce | 4-0   | Qualifications pour le Championnat d'Europe 1968 |
| 31 octobre 1967   | Grèce            | Grèce - URSS | 0-1   | Qualifications pour le Championnat d'Europe 1968 |
| 24 avril 1977     | Union soviétique | URSS - Grèce | 2-0   | Qualifications pour la Coupe du monde 1978       |
| 10 mai 1977       | Grèce            | Grèce - URSS | 1-0   | Qualifications pour la Coupe du monde 1978       |
| 20 septembre 1978 | Union soviétique | URSS - Grèce | 2-0   | Qualifications pour le Championnat d'Europe 1980 |
| 12 septembre 1979 | Grèce            | Grèce - URSS | 1-0   | Qualifications pour le Championnat d'Europe 1980 |
| 10 mars 1982      | Grèce            | Grèce - URSS | 0-2   | Amical                                           |
| 23 septembre 1987 | Union soviétique | URSS - Grèce | 3-0   | Amical                                           |
| 23 mars 1988      | Grèce            | Grèce - URSS | 0-4   | Amical                                           |

| Date             | Lieu             | Match          | Score | Compétition                                      |
| 23 mai 1993      | Russie           | Russie - Grèce | 1-1   | Qualifications pour la Coupe du monde 1994       |
| 17 novembre 1993 | Grèce            | Grèce - Russie | 1-0   | Qualifications pour la Coupe du monde 1994       |
| 26 avril 1995    | Grèce            | Grèce - Russie | 0-3   | Qualifications pour le Championnat d'Europe 1996 |
| 11 octobre 1995  | Russie           | Russie - Grèce | 2-1   | Qualifications pour le Championnat d'Europe 1996 |
| 18 février 1998  | Grèce            | Grèce - Russie | 1-1   | Amical                                           |
| 28 février 2001  | Grèce            | Grèce - Russie | 3-3   | Amical                                           |
| 15 août 2001     | Russie           | Russie - Grèce | 0-0   | Amical                                           |
| 20 juin 2004     | Portugal         | Russie - Grèce | 2-1   | Championnat d'Europe 2004                        |
| 14 juin 2008     | Autriche         | Grèce - Russie | 0-1   | Championnat d'Europe 2008                        |
| 12 juin 2012     | Varsovie Pologne | Grèce - Russie | 1-0   | Championnat d'Europe 2012                        |

Bilan
- Total de matchs disputés : 21
- Victoires de l'équipe de Grèce : 4
- Victoires des équipes d'URSS et de Russie : 13
- Matchs nuls : 4

### Guatemala
Confrontations entre l'équipe de Russie de football et l'équipe du Guatemala de football
| Date             | Lieu                       | Match            | Score | Compétition |
| 30 novembre 1990 | Guatemala Ciudad Guatemala | Guatemala - URSS | 0-3   | Amical      |

Bilan
- Total de matchs disputés : 1
- Victoires de l'équipe de Russie : 1
- Victoires de l'équipe du Guatemala : 0
- Matchs nuls : 0

## H

### Hongrie
Confrontations entre l'équipe de Hongrie de football et les équipes de l'Empire Russe, d'URSS et de Russie de football :
| Date            | Lieu         | Match                  | Score | Compétition |
| 12 juillet 1912 | Empire russe | Empire Russe - Hongrie | 0-9   | Amical      |
| 14 juillet 1912 | Empire russe | Empire Russe - Hongrie | 0-12  | Amical      |

| Date              | Lieu             | Match          | Score | Compétition                                      |
| 24 mai 1952       | Union soviétique | URSS - Hongrie | 1-1   | Amical                                           |
| 27 mai 1952       | Union soviétique | URSS - Hongrie | 2-1   | Amical                                           |
| 26 septembre 1954 | Union soviétique | URSS - Hongrie | 1-1   | Amical                                           |
| 25 septembre 1955 | Hongrie          | Hongrie - URSS | 1-1   | Amical                                           |
| 23 septembre 1956 | Union soviétique | URSS - Hongrie | 0-1   | Amical                                           |
| 22 septembre 1957 | Hongrie          | Hongrie - URSS | 1-2   | Amical                                           |
| 28 septembre 1958 | Union soviétique | URSS - Hongrie | 3-1   | Qualifications pour le Championnat d'Europe 1960 |
| 27 septembre 1959 | Hongrie          | Hongrie - URSS | 0-1   | Qualifications pour le Championnat d'Europe 1960 |
| 22 septembre 1963 | Union soviétique | URSS - Hongrie | 1-1   | Amical                                           |
| 23 juillet 1966   | Angleterre       | URSS - Hongrie | 2-1   | Coupe du monde 1966                              |
| 4 mai 1968        | Hongrie          | Hongrie - URSS | 2-0   | Qualifications pour le Championnat d'Europe 1968 |
| 11 mai 1968       | Union soviétique | URSS - Hongrie | 3-0   | Qualifications pour le Championnat d'Europe 1968 |
| 14 juin 1972      | Belgique         | URSS - Hongrie | 1-0   | Championnat d'Europe 1972                        |
| 26 mai 1976       | Hongrie          | Hongrie - URSS | 1-1   | Amical                                           |
| 30 avril 1977     | Hongrie          | Hongrie - URSS | 2-1   | Qualifications pour la Coupe du monde 1978       |
| 18 mai 1977       | Union soviétique | URSS - Hongrie | 2-0   | Qualifications pour la Coupe du monde 1978       |
| 11 octobre 1978   | Hongrie          | Hongrie - URSS | 2-0   | Qualifications pour le Championnat d'Europe 1980 |
| 19 mai 1979       | Union soviétique | URSS - Hongrie | 2-2   | Qualifications pour le Championnat d'Europe 1980 |
| 27 août 1980      | Hongrie          | Hongrie - URSS | 1-4   | Amical                                           |
| 2 juin 1986       | Mexique          | URSS - Hongrie | 6-0   | Coupe du monde 1986                              |
| 17 avril 1991     | Hongrie          | Hongrie - URSS | 0-1   | Qualifications pour le Championnat d'Europe 1992 |
| 25 septembre 1991 | Union soviétique | URSS - Hongrie | 2-2   | Qualifications pour le Championnat d'Europe 1992 |

| Date             | Lieu    | Match            | Score | Compétition                                |
| 28 avril 1993    | Russie  | Russie - Hongrie | 3-0   | Qualifications pour la Coupe du monde 1994 |
| 8 septembre 1993 | Hongrie | Hongrie - Russie | 1-3   | Qualifications pour la Coupe du monde 1994 |

Bilan
- Total de matchs disputés : 26
- Victoires de l'équipe de Hongrie : 6
- Victoires des équipes de l'Empire Russe, d'URSS et de Russie : 13
- Matchs nuls : 7

## I

### Inde
Confrontations entre l'équipe d'Inde de football et les équipes d'URSS et de Russie de football :
| Date              | Lieu                    | Match       | Score | Compétition |
| 16 septembre 1955 | Moscou Union soviétique | URSS - Inde | 11-1  | amical      |
| 18 septembre 1971 | Moscou Union soviétique | URSS - Inde | 5-0   | amical      |

Bilan
- Total de matchs disputés : 2
- Victoires de l'équipe d'Inde : 0
- Victoires de l'équipe de Russie : 2
- Matchs nuls : 0

### Indonésie
Confrontations entre l'équipe d'Indonésie de football et les équipes d'URSS et de Russie de football :
| Date              | Lieu                | Match            | Score | Compétition         |
| 29 novembre 1956  | Melbourne Australie | Indonésie - URSS | 0-0   | JO 1956 (Melbourne) |
| 1er décembre 1956 | Melbourne Australie | Indonésie - URSS | 0-4   | JO 1956 (Melbourne) |

Bilan
- Total de matchs disputés : 2
- Victoires de l'équipe d'Indonésie : 0
- Victoires de l'équipe de Russie : 1
- Matchs nuls : 1

### Iran
L'article liste les confrontations entre l'équipe de Russie et l'équipe d'URSS contre l'équipe d'Iran en football.
| Date             | Lieu              | Match       | Score | Compétition        |
| 14 mars 1969     | Iran              | Iran - URSS | 0-2   | Friendship cup     |
| 13 juillet 1975  | Iran              | Iran - URSS | 1-0   | Friendship cup     |
| 15 juillet 1975  | Iran              | Iran - URSS | 0-1   | Friendship cup     |
| 25 juin 1976     | Iran              | Iran - URSS | 1-0   | amical             |
| 27 juin 1976     | Iran              | Iran - URSS | 2-2   | amical             |
| 25 juillet 1976  | Sherbrooke Canada | Iran - URSS | 1-2   | JO 1976 (Montréal) |
| 29 juillet 1977  | Iran              | Iran - URSS | 1-3   | amical             |
| 31 juillet 1977  | Iran              | Iran - URSS | 1-1   | amical             |
| 6 septembre 1978 | Téhéran Iran      | Iran - URSS | 0-1   | amical             |
| 22 juin 1979     | Union soviétique  | URSS - Iran | 2-0   | amical             |
| 25 juin 1979     | Iran              | Iran - URSS | 1-3   | amical             |
| 28 janvier 1985  | Cochin Inde       | Iran - URSS | 0-2   | Nehru Gold Cup     |

| Date            | Lieu                          | Match         | Score | Compétition |
| 9 février 2011  | Abou Dabi Émirats arabes unis | Iran - Russie | 1-0   | amical      |
| 10 octobre 2017 | Kazan Russie                  | Russie - Iran | 1-1   | amical      |

Bilan
- Total de matchs disputés : 12
- Victoires de l'équipe d'URSS et de Russie : 8
- Victoires de l'équipe d'Iran : 3
- Matchs nuls : 3

Au 18 décembre 2006, douze rencontres ont été disputées entre l'URSS et l'Iran ; dix d'entre elles sont des rencontres amicales. Ceci peut s'expliquer par le fait que l'Iran dispute la plupart de ses matchs contre des équipes d'Asie, notamment la qualification à la coupe du monde de football et la Coupe d'Asie des nations de football, alors que la Russie ou l'URSS dispute essentiellement des matchs contre des équipes européennes.
Les deux équipes ne se sont jamais rencontrées lors d'une coupe du monde, en effet l'équipe d'Iran a participé à l'édition de 1978 et à celle de 1998 mais l'URSS puis la Russie ne s'étaient pas qualifiées pour ces deux éditions de coupe du monde.

### Irlande
Confrontations entre l'équipe d'Irlande de football et les équipes d'URSS et de Russie de football :
| Date              | Lieu                 | Match          | Score | Compétition                                      |
| 18 octobre 1972   | Irlande              | Irlande - URSS | 1-2   | Qualifications pour la Coupe du monde 1974       |
| 13 mai 1973       | Union soviétique     | URSS - Irlande | 1-0   | Qualifications pour la Coupe du monde 1974       |
| 30 octobre 1974   | Irlande              | Irlande - URSS | 3-0   | Qualifications pour le Championnat d'Europe 1976 |
| 18 mai 1975       | Union soviétique     | URSS - Irlande | 2-1   | Qualifications pour le Championnat d'Europe 1976 |
| 12 septembre 1984 | Irlande              | Irlande - URSS | 1-0   | Qualifications pour la Coupe du monde 1986       |
| 16 octobre 1985   | Union soviétique     | URSS - Irlande | 2-0   | Qualifications pour la Coupe du monde 1986       |
| 15 juin 1988      | Allemagne de l'Ouest | Irlande - URSS | 1-1   | Championnat d'Europe 1988                        |
| 25 avril 1990     | Irlande              | Irlande - URSS | 1-0   | Amical                                           |

| Date             | Lieu    | Match            | Score | Compétition                                      |
| 23 mars 1994     | Irlande | Irlande - Russie | 0-0   | Amical                                           |
| 27 mars 1996     | Irlande | Irlande - Russie | 0-2   | Amical                                           |
| 13 février 2002  | Irlande | Irlande - Russie | 2-0   | Amical                                           |
| 7 septembre 2002 | Russie  | Russie - Irlande | 4-2   | Qualifications pour le Championnat d'Europe 2004 |
| 6 septembre 2003 | Irlande | Irlande - Russie | 1-1   | Qualifications pour le Championnat d'Europe 2004 |

Bilan
- Total de matchs disputés : 13
- Victoires de l'équipe d'Irlande : 4
- Victoires des équipes d'URSS et de Russie : 6
- Matchs nuls : 3

### Irlande du Nord
Confrontations entre l'équipe d'Irlande du Nord de football et les équipes d'URSS et de Russie de football :
| Date              | Lieu                    | Match                  | Score | Compétition                                |
| 10 septembre 1969 | Belfast Irlande du Nord | Irlande du Nord - URSS | 0-0   | Qualifications pour la Coupe du monde 1970 |
| 22 octobre 1969   | Moscou Union soviétique | URSS - Irlande du Nord | 2-0   | Qualifications pour la Coupe du monde 1970 |
| 22 septembre 1971 | Moscou Union soviétique | URSS - Irlande du Nord | 1-0   | Qualifications pour l'Euro 1972            |
| 13 octobre 1971   | Belfast Irlande du Nord | Irlande du Nord - URSS | 1-1   | Qualifications pour l'Euro 1972            |

Bilan
- Total de matchs disputés : 4
- Victoires de l'équipe d'Irlande du Nord : 0
- Victoires de l'équipe de Russie : 2
- Matchs nuls : 2

### Islande
Confrontations entre l'équipe d'Islande de football et les équipes d'URSS et de Russie de football :
| Date              | Lieu             | Match          | Score | Compétition                                      |
| 30 juillet 1975   | Islande          | Islande - URSS | 0-2   | Qualifications pour les Jeux Olympiques de 1976  |
| 10 septembre 1975 | Union soviétique | URSS - Islande | 1-0   | Qualifications pour les Jeux Olympiques de 1976  |
| 3 septembre 1980  | Islande          | Islande - URSS | 1-2   | Qualifications pour la Coupe du monde 1982       |
| 15 octobre 1980   | Union soviétique | URSS - Islande | 5-0   | Qualifications pour la Coupe du monde 1982       |
| 24 septembre 1986 | Islande          | Islande - URSS | 1-1   | Qualifications pour le Championnat d'Europe 1988 |
| 28 octobre 1987   | Union soviétique | URSS - Islande | 2-0   | Qualifications pour le Championnat d'Europe 1988 |
| 31 août 1988      | Islande          | Islande - URSS | 1-1   | Qualifications pour la Coupe du monde 1990       |
| 31 mai 1989       | Union soviétique | URSS - Islande | 1-1   | Qualifications pour la Coupe du monde 1990       |

| Date            | Lieu    | Match            | Score | Compétition                                      |
| 14 octobre 1992 | Russie  | Russie - Islande | 1-0   | Qualifications pour la Coupe du monde 1994       |
| 2 juin 1993     | Islande | Islande - Russie | 1-1   | Qualifications pour la Coupe du monde 1994       |
| 9 février 1996  | Malte   | Russie - Islande | 3-0   | Rothmans Tournament                              |
| 14 octobre 1998 | Islande | Islande - Russie | 1-0   | Qualifications pour le Championnat d'Europe 2000 |
| 9 juin 1999     | Russie  | Russie - Islande | 1-0   | Qualifications pour le Championnat d'Europe 2000 |

Bilan
- Total de matchs disputés : 13
- Victoires de l'équipe d'Islande : 1
- Victoires des équipes d'URSS et de Russie : 8
- Matchs nuls : 4

### Italie
Confrontations entre l'équipe d'Italie de football et les équipes d'URSS et de Russie de football :
| Date              | Lieu                           | Match         | Score | Compétition                            |
| 13 octobre 1963   | Moscou Union soviétique        | URSS - Italie | 2-0   | Qualifications pour l'Euro 1964        |
| 10 novembre 1963  | Rome Italie                    | Italie - URSS | 1-1   | Qualifications pour l'Euro 1964        |
| 16 juillet 1966   | Sunderland Angleterre          | Italie - URSS | 0-1   | Coupe du monde 1966 (phase de groupes) |
| 1er novembre 1966 | Milan Italie                   | Italie - URSS | 1-0   | Match amical                           |
| 5 juin 1968       | Naples Italie                  | Italie - URSS | 0-0   | Euro 1968 (demi-finales)               |
| 8 juin 1975       | Moscou Union soviétique        | URSS- Italie  | 1-0   | Match amical                           |
| 20 février 1988   | Bari Italie                    | Italie - URSS | 4-1   | Match amical                           |
| 22 juin 1988      | Stuttgart Allemagne de l'Ouest | Italie - URSS | 0-2   | Euro 1988 (demi-finales)               |
| 3 novembre 1990   | Rome Italie                    | Italie - URSS | 0-0   | Qualifications pour l'Euro 1992        |
| 16 juin 1991      | Stockholm Suède                | Italie - URSS | 1-1   | Tournoi amical                         |
| 12 octobre 1991   | Moscou Union soviétique        | URSS - Italie | 0-0   | Qualifications pour l'Euro 1992        |

| Date             | Lieu                 | Match           | Score | Compétition                                |
| 11 juin 1996     | Liverpool Angleterre | Italie - Russie | 2-1   | Euro 1996 (phase de groupes)               |
| 29 octobre 1997  | Moscou Russie        | Russie - Italie | 1-1   | Qualifications pour la Coupe du monde 1998 |
| 15 novembre 1997 | Naples Italie        | Italie - Russie | 1-0   | Qualifications pour la Coupe du monde 1998 |
| 9 février 2005   | Cagliari Italie      | Italie - Russie | 2-0   | Match amical                               |
| 1er juin 2012    | Zurich Suisse        | Italie - Russie | 0-3   | Match amical                               |

Bilan
- Total de matchs disputés : 16
- Victoires de l'équipe d'Italie : 5
- Victoires de l'équipe de Russie : 5
- Matchs nuls : 6

## J

### Japon
Confrontations entre l'équipe du Japon de football et les équipes d'URSS et de Russie de football.
| Date             | Lieu        | Match        | Score | Compétition |
| 19 novembre 1978 | Tokyo Japon | Japon - URSS | 1-4   | amical      |
| 23 novembre 1978 | Tokyo Japon | Japon - URSS | 1-4   | amical      |
| 26 novembre 1978 | Osaka Japon | Japon - URSS | 0-3   | amical      |

| Date        | Lieu           | Match          | Score | Compétition         |
| 9 juin 2002 | Yokohama Japon | Japon - Russie | 1-0   | Coupe du monde 2002 |

Bilan
- Total de matchs disputés : 4
- Victoires de l'équipe de Russie : 3
- Victoires de l'équipe du Japon : 1
- Matchs nuls : 0

## K

### Koweït
Confrontations entre l'équipe du Koweït de football et les équipes d'URSS et de Russie de football :
| Date             | Lieu   | Match         | Score | Compétition |
| 23 novembre 1988 | Koweït | Koweït - URSS | 0-1   | amical      |
| 27 novembre 1988 | Koweït | Koweït - URSS | 0-2   | amical      |

Bilan
- Total de matchs disputés : 2
- Victoires de l'équipe du Koweït : 0
- Victoires de l'équipe de Russie : 2
- Matchs nuls : 0

## L

### Lettonie
Confrontations entre l'équipe de Russie de football et l'équipe de Lettonie de football
| Date             | Lieu                     | Match             | Score | Compétition                                               |
| 14 novembre 2001 | Riga Lettonie            | Lettonie - Russie | 1-3   | amical                                                    |
| 4 juin 2005      | Saint-Pétersbourg Russie | Russie - Lettonie | 2-0   | Qualifications pour la Coupe du monde de football de 2006 |
| 17 août 2005     | Riga Lettonie            | Lettonie - Russie | 1-1   | Qualifications pour la Coupe du monde de football de 2006 |
| 16 août 2006     | Moscou Russie            | Russie - Lettonie | 1-0   | amical                                                    |

Bilan
- Total de matchs disputés : 4
- Victoires de l'équipe de Russie : 3
- Victoires de l'équipe de Lettonie : 0
- Matchs nuls : 1

### Liechtenstein
Confrontations entre l'équipe de Russie de football et l'équipe du Liechtenstein de football
| Date             | Lieu                | Match                  | Score | Compétition                                               |
| 26 mars 2005     | Vaduz Liechtenstein | Liechtenstein - Russie | 1-2   | Qualifications pour la Coupe du monde de football de 2006 |
| 3 septembre 2005 | Moscou Russie       | Russie - Liechtenstein | 2-0   | Qualifications pour la Coupe du monde de football de 2006 |
| 1er avril 2009   | Vaduz Liechtenstein | Liechtenstein - Russie | 0-1   | Qualifications pour la Coupe du monde de football de 2010 |
| 5 septembre 2009 | Moscou Russie       | Russie - Liechtenstein | 3-0   | Qualifications pour la Coupe du monde de football de 2010 |

Bilan
- Total de matchs disputés : 4
- Victoires de l'équipe de Russie : 4
- Victoires de l'équipe du Liechtenstein : 0
- Matchs nuls : 0

### Lituanie
Confrontations entre l'équipe de Russie de football et l'équipe de Lituanie de football
| Date         | Lieu          | Match             | Score | Compétition |
| 18 août 2004 | Moscou Russie | Russie - Lituanie | 4-3   | amical      |

Bilan
- Total de matchs disputés : 1
- Victoires de l'équipe de Russie : 1
- Victoires de l'équipe de Lituanie : 0
- Matchs nuls : 0

### Luxembourg
Confrontations entre l'équipe du Luxembourg de football et les équipes d'URSS et de Russie de football :
| Date          | Lieu       | Match             | Score | Compétition |
| 11 avril 1962 | Luxembourg | Luxembourg - URSS | 1-3   | Amical      |

| Date             | Lieu       | Match               | Score | Compétition                                |
| 28 octobre 1992  | Russie     | Russie - Luxembourg | 2-0   | Qualifications pour la Coupe du monde 1994 |
| 14 avril 1993    | Luxembourg | Luxembourg - Russie | 0-4   | Qualifications pour la Coupe du monde 1994 |
| 10 novembre 1996 | Luxembourg | Luxembourg - Russie | 0-4   | Qualifications pour la Coupe du monde 1998 |
| 30 avril 1997    | Russie     | Russie - Luxembourg | 3-0   | Qualifications pour la Coupe du monde 1998 |
| 11 octobre 2000  | Russie     | Russie - Luxembourg | 3-0   | Qualifications pour la Coupe du monde 2002 |
| 6 juin 2001      | Luxembourg | Luxembourg - Russie | 1-2   | Qualifications pour la Coupe du monde 2002 |
| 9 octobre 2004   | Luxembourg | Luxembourg - Russie | 0-4   | Qualifications pour la Coupe du monde 2006 |
| 8 octobre 2005   | Russie     | Russie - Luxembourg | 5-1   | Qualifications pour la Coupe du monde 2006 |

Bilan
- Total de matchs disputés : 9
- Victoires de l'équipe du Luxembourg : 0
- Victoires des équipes d'URSS et de Russie : 9
- Matchs nuls : 0

## M

### Macédoine
| Date             | Lieu             | Match              | Score | Compétition                                            |
| 15 novembre 2006 | Skopje Macédoine | Macédoine - Russie | 0 - 2 | Éliminatoires du Championnat d'Europe de football 2008 |
| 8 septembre 2007 | Russie           | Russie - Macédoine | 3 - 0 | Éliminatoires du Championnat d'Europe de football 2008 |

Bilan
- Total de matchs disputés : 2
- Victoires de l'équipe de Russie : 2
- Victoires de l'équipe de Macédoine : 0
- Matchs nuls : 0

### Malte
Confrontations entre l'équipe de Malte de football et les équipes d'URSS et de Russie de football :
| Date           | Lieu             | Match          | Score | Compétition    |
| 7 février 1996 | La Valette Malte | Malte - Russie | 0-2   | Tournoi amical |

Bilan
- Total de matchs disputés : 1
- Victoires de l'équipe de Malte : 0
- Victoires de l'équipe de Russie : 1
- Matchs nuls : 0

### Maroc
Confrontations entre l'équipe de Russie de football et l'équipe du Maroc de football
| Date             | Lieu                        | Match        | Score | Compétition       |
| 1er janvier 1963 | Casablanca Maroc            | Maroc - URSS | 1-1   | amical            |
| 3 septembre 1972 | Munich Allemagne de l'Ouest | URSS - Maroc | 3-0   | Tournoi Olympique |
| 26 février 1978  | Marrakech Maroc             | Maroc - URSS | 2-3   | amical            |
| 2 février 1985   | Cochin Inde                 | Maroc - URSS | 0-1   | Tournoi amical    |

Bilan
- Total de matchs disputés : 4
- Victoires de l'équipe de Russie : 3
- Victoires de l'équipe du Maroc : 0
- Matchs nuls : 1

### Mexique
Confrontations entre l'équipe du Mexique de football et les équipes d'URSS, de la CEI et de Russie de football :
| Date            | Lieu             | Match          | Score | Compétition         |
| 28 mai 1967     | Union soviétique | URSS - Mexique | 2-0   | Amical              |
| 3 mars 1968     | Mexique          | Mexique - URSS | 0-0   | Amical              |
| 7 mars 1968     | Mexique          | Mexique - URSS | 1-1   | Amical              |
| 10 mars 1968    | Mexique          | Mexique - URSS | 0-0   | Amical              |
| 26 février 1970 | Mexique          | Mexique - URSS | 0-0   | Amical              |
| 31 mai 1970     | Mexique          | Mexique - URSS | 0-0   | Coupe du monde 1970 |
| 17 février 1971 | Mexique          | Mexique - URSS | 0-0   | Amical              |
| 19 février 1971 | Mexique          | Mexique - URSS | 0-0   | Amical              |
| 6 janvier 1979  | Mexique          | Mexique - URSS | 1-0   | Amical              |
| 31 janvier 1979 | États-Unis       | URSS - Mexique | 1-0   | Amical              |
| 8 février 1979  | Mexique          | Mexique - URSS | 1-1   | Amical              |
| 19 août 1984    | Union soviétique | URSS - Mexique | 3-0   | Amical              |
| 19 février 1986 | Mexique          | Mexique - URSS | 1-0   | Amical              |

| Date         | Lieu    | Match         | Score | Compétition |
| 8 mars 1992  | Mexique | Mexique - CEI | 4-0   | Amical      |
| 11 mars 1992 | Mexique | Mexique - CEI | 1-1   | Amical      |

| Date           | Lieu       | Match            | Score | Compétition                   |
| 16 août 1992   | Russie     | Russie - Mexique | 2-0   | Amical                        |
| 2 février 1994 | États-Unis | Mexique - Russie | 1-4   | Amical                        |
| 24 juin 2017   | Russie     | Mexique - Russie | 2-1   | Coupe des confédérations 2017 |

Bilan
- Total de matchs disputés : 18
- Victoires de l'équipe du Mexique : 4
- // Victoires des équipes d'URSS, de la CEI et de Russie : 5
- Matchs nuls : 9

Source
- (en) Russia matches, ratings and points exchanged

### Moldavie
| Date        | Lieu              | Match             | Score | Compétition |
| 4 juin 2000 | Chișinău Moldavie | Moldavie - Russie | 0 - 1 | amical      |

Bilan
- Total de matchs disputés : 1
- Victoires de l'équipe de Moldavie : 0
- Victoires de l'équipe de Russie : 1
- Matchs nuls : 0

## N

### Norvège
Confrontations entre l'équipe de Norvège de football et les équipes de l'Empire russe, de la RSFS, d'URSS et de Russie de football :
| Date              | Lieu         | Match                  | Score | Compétition |
| 3 juillet 1912    | Suède        | Norvège - Empire russe | 2-1   | Amical      |
| 14 septembre 1913 | Empire russe | Empire russe - Norvège | 1-1   | Amical      |
| 12 juillet 1914   | Norvège      | Norvège - Empire russe | 1-1   | Amical      |

| Date         | Lieu    | Match          | Score | Compétition |
| 30 août 1923 | Norvège | Norvège - RSFS | 2-3   | Amical      |

| Date              | Lieu             | Match          | Score | Compétition                                      |
| septembre 1930    | Norvège          | Norvège - URSS | 0-4   | Amical                                           |
| 1er juillet 1961  | Union soviétique | URSS - Norvège | 5-2   | Qualifications pour la Coupe du monde 1962       |
| 23 août 1961      | Norvège          | Norvège - URSS | 0-3   | Qualifications pour la Coupe du monde 1962       |
| 28 août 1975      | Norvège          | Norvège - URSS | 1-3   | Qualifications pour les Jeux Olympiques de 1976  |
| 24 septembre 1975 | Union soviétique | URSS - Norvège | 4-0   | Qualifications pour les Jeux Olympiques de 1976  |
| 10 octobre 1984   | Norvège          | Norvège - URSS | 1-1   | Qualifications pour la Coupe du monde 1986       |
| 30 octobre 1985   | Union soviétique | URSS - Norvège | 1-0   | Qualifications pour la Coupe du monde 1986       |
| 29 octobre 1986   | Union soviétique | URSS - Norvège | 4-0   | Qualifications pour le Championnat d'Europe 1988 |
| 3 juin 1987       | Norvège          | Norvège - URSS | 0-1   | Qualifications pour le Championnat d'Europe 1988 |
| 12 septembre 1990 | Union soviétique | URSS - Norvège | 2-0   | Qualifications pour le Championnat d'Europe 1992 |
| 28 août 1991      | Norvège          | Norvège - URSS | 0-1   | Qualifications pour le Championnat d'Europe 1992 |

| Date          | Lieu    | Match            | Score | Compétition |
| 28 avril 2004 | Norvège | Norvège - Russie | 3-2   | Amical      |

Bilan
- Total de matchs disputés : 16
- Victoires de l'équipe de Norvège : 2
- Victoires des équipes de l'Empire russe, de la RSFS, d'URSS et de Russie : 11
- Matchs nuls : 3

### Nouvelle-Zélande
Confrontations entre l'équipe de Nouvelle-Zélande de football et l'équipe de Russie de football
| Date         | Lieu           | Match                   | Score | Compétition         |
| 19 juin 1982 | Malaga Espagne | Nouvelle-Zélande - URSS | 0-3   | Coupe du monde 1982 |

| Date         | Lieu                     | Match                     | Score | Compétition                   |
| 17 juin 2017 | Saint-Pétersbourg Russie | Russie - Nouvelle-Zélande | 2-0   | Coupe des confédérations 2017 |

Bilan
- Total de matchs disputés : 2
- Victoires de l'équipe de Russie : 2
- Victoires de l'équipe de Nouvelle-Zélande : 0
- Matchs nuls : 0

## P

### Pays-Bas
| Date           | Lieu               | Match             | Score      | Compétition                  |
| 7 février 2007 | Amsterdam Pays-Bas | Pays-Bas - Russie | 4-1        | Match amical                 |
| 21 juin 2008   | Bâle Suisse        | Pays-Bas - Russie | 1-3 (a.p.) | Euro 2008 (Quarts de finale) |
| 20 août 2008   | Moscou Russie      | Russie - Pays-Bas | 1-1        | Match amical                 |

Bilan
- Total de matchs disputés : 3
- Victoires de l'équipe des Pays-Bas : 1
- Victoires de la Russie : 1
- Matchs nuls : 1

### Pays de Galles
Confrontations entre l'équipe du pays de Galles de football et les équipes d'URSS et de Russie de football :
| Date             | Lieu                      | Match                 | Score | Compétition                                |
| 30 mai 1965      | Moscou Union soviétique   | URSS - pays de Galles | 2-1   | Qualifications pour la Coupe du monde 1966 |
| 27 octobre 1965  | Cardiff Pays de Galles    | Pays de Galles - URSS | 2-1   | Qualifications pour la Coupe du monde 1966 |
| 30 mai 1981      | Wrexham Pays de Galles    | pays de Galles - URSS | 0-0   | Qualifications pour la Coupe du monde 1982 |
| 18 novembre 1981 | Tbilissi Union soviétique | URSS - pays de Galles | 3-0   | Qualifications pour la Coupe du monde 1982 |
| 18 février 1987  | Swansea Pays de Galles    | pays de Galles - URSS | 0-0   | Amical                                     |

| Date              | Lieu                   | Match                   | Score | Compétition                                               |
| 15 novembre 2003  | Moscou Russie          | Russie - pays de Galles | 0-0   | Qualifications pour le Championnat d'Europe 2004          |
| 19 novembre 2003  | Cardiff Pays de Galles | pays de Galles - Russie | 0-1   | Qualifications pour le Championnat d'Europe 2004          |
| 10 septembre 2008 | Moscou Russie          | Russie - pays de Galles | 2-1   | Qualifications pour la coupe du monde de football de 2010 |
| 9 septembre 2009  | Cardiff Pays de Galles | pays de Galles - Russie | 1-3   | Qualifications pour la coupe du monde de football de 2010 |
| 20 juin 2016      | Toulouse France        | Russie - Pays de Galles | 0-3   | Euro 2016 (groupe B)                                      |

Bilan
- Total de matchs disputés : 10
- Victoires de l'équipe du pays de Galles : 2
- Victoires des équipes d'URSS et de Russie : 5
- Matchs nuls : 3

### Pérou
Confrontations entre l'équipe de Russie de football et l'équipe du Pérou de football
| Date            | Lieu                  | Match        | Score | Compétition |
| 14 février 1970 | Lima Pérou            | Pérou - URSS | 0-0   | amical      |
| 20 février 1970 | Lima Pérou            | Pérou - URSS | 0-2   | amical      |
| 19 avril 1972   | Kiev Union soviétique | URSS - Pérou | 2-0   | amical      |

Bilan
- Total de matchs disputés : 3
- Victoires de l'équipe de Russie : 2
- Victoires de l'équipe du Pérou : 0
- Matchs nuls : 1

### Pologne
Confrontations entre l'équipe de Pologne de football et l'équipe d'URSS de football :
Bilan
- Total de matchs disputés : 14
- Victoires de l'équipe de Pologne : 3
- Victoires des équipes d'URSS : 8
- Matchs nuls : 3

Source
- (en) Russia matches, ratings and points exchanged

Confrontations entre l'équipe de Pologne de football et l'équipe de Russie de football :
| Date         | Lieu             | Match            | Score | Compétition  |
| 2 juin 1996  | Russie           | Russie - Pologne | 2-0   | Amical       |
| 27 mai 1998  | Pologne          | Pologne - Russie | 3-1   | Amical       |
| 22 août 2007 | Russie           | Russie - Pologne | 2-2   | Amical       |
| 12 juin 2012 | Varsovie Pologne | Pologne - Russie | 1 - 1 | Euro 2012    |
| 24 Mars 2022 | Russie           | Russie - Pologne |       | FIFA 2022 QL |

Bilan
- Total de matchs disputés : 4
- Victoires de l'équipe de Pologne : 1
- Victoires de la Russie : 1
- Matchs nuls : 2

### Portugal
Confrontations entre l'équipe du Portugal de football et l'équipe de Russie de football :
| Date             | Lieu              | Match             | Score | Compétition                                |
| 16 juin 2004     | Lisbonne Portugal | Russie - Portugal | 0-2   | Championnat d'Europe 2004                  |
| 13 octobre 2004  | Lisbonne Portugal | Portugal - Russie | 7-1   | Qualifications pour la Coupe du monde 2006 |
| 7 septembre 2005 | Moscou Russie     | Russie - Portugal | 0-0   | Qualifications pour la Coupe du monde 2006 |
| 12 octobre 2012  | Moscou Russie     | Russie - Portugal | 1-0   | Qualifications pour la Coupe du monde 2014 |
| 7 juin 2013      | Lisbonne Portugal | Portugal - Russie | 1-0   | Qualifications pour la Coupe du monde 2014 |
| 14 novembre 2015 | Krasnodar Russie  | Russie - Portugal | 1-0   | Amical                                     |
| 21 juin 2017     | Moscou Russie     | Russie - Portugal | 0-1   | Coupe des confédérations 2017              |

Bilan
- Total de matchs disputés : 7
- Victoires de l'équipe du Portugal : 4
- Victoires de la Russie : 2
- Matchs nuls : 1

## Q

### Qatar
| Date        | Lieu       | Match          | Score | Compétition |
| 24 mai 1996 | Doha Qatar | Qatar - Russie | 2 - 5 | amical      |

Bilan
- Total de matchs disputés : 1
- Victoires de l'équipe du Qatar : 0
- Victoires de l'équipe de Russie : 1
- Matchs nuls : 0

## R

### République tchèque
Confrontations entre l'équipe de République tchèque et celle de la Russie :
| Date          | Lieu                 | Match                       | Score | Compétition                |
| 19 juin 1996  | Liverpool Angleterre | République tchèque - Russie | 3-3   | Euro 1996 (phase de poule) |
| 9 juin 2012   | Wrocław Pologne      | Russie - République tchèque | 4-1   | Euro 2012 (phase de poule) |
| 1er juin 2016 | Innsbruck Autriche   | Russie - République tchèque | 1-2   | Match amical               |

Bilan
- Total de matchs disputés : 3
- Victoires de l'équipe de République tchèque : 1
- Victoires de l'équipe de Russie : 1
- Matchs nuls : 1

### Roumanie
Confrontations entre l'équipe de Roumanie de football et les équipes d'URSS et de Russie de football :
| Date             | Lieu             | Match           | Score | Compétition                                     |
| 24 juin 1952     | Union soviétique | URSS - Roumanie | 3-1   | Amical                                          |
| 1er juin 1957    | Union soviétique | URSS - Roumanie | 1-1   | Amical                                          |
| 19 juillet 1959  | Union soviétique | URSS - Roumanie | 2-0   | Qualifications pour les Jeux Olympiques de 1960 |
| 2 août 1959      | Roumanie         | Roumanie - URSS | 0-0   | Qualifications pour les Jeux Olympiques de 1960 |
| 18 avril 1973    | Union soviétique | URSS - Roumanie | 2-0   | Amical                                          |
| 29 novembre 1975 | Roumanie         | Roumanie - URSS | 2-2   | Amical                                          |
| 14 mai 1978      | Roumanie         | Roumanie - URSS | 0-1   | Amical                                          |
| 14 octobre 1979  | Union soviétique | URSS - Roumanie | 3-1   | Amical                                          |
| 7 août 1985      | Union soviétique | URSS - Roumanie | 2-0   | Amical                                          |
| 23 avril 1986    | Roumanie         | Roumanie - URSS | 2-1   | Amical                                          |
| 9 juin 1990      | Italie           | Roumanie - URSS | 2-0   | Coupe du monde 1990                             |
| 29 août 1990     | Union soviétique | URSS - Roumanie | 1-2   | Amical                                          |

| Date            | Lieu              | Match             | Score | Compétition    |
| 21 juin 1993    | Inde              | Roumanie - Russie | 1-1   | Nehru Gold Cup |
| 13 février 2003 | Chypre            | Russie - Roumanie | 4-2   | Tournoi amical |
| 26 mars 2008    | Bucarest Roumanie | Roumanie - Russie | 3-0   | amical         |

Bilan
- Total de matchs disputés : 15
- Victoires de l'équipe de Roumanie : 4
- Victoires des équipes d'URSS et de Russie : 7
- Matchs nuls : 4

## S

### Salvador
Confrontations entre l'équipe du Salvador de football et les équipes d'URSS et de Russie de football.
| Date            | Lieu                  | Match           | Score | Compétition                            |
| 22 février 1970 | San Salvador Salvador | Salvador - URSS | 0-2   | amical                                 |
| 10 juin 1970    | Mexico Mexique        | Salvador - URSS | 0-2   | Coupe du monde 1970 (phase de groupes) |
| 28 février 1971 | San Salvador Salvador | Salvador - URSS | 0-1   | amical                                 |
| 29 janvier 1992 | San Salvador Salvador | Salvador - CEI  | 0-3   | amical                                 |

| Date            | Lieu                   | Match             | Score | Compétition |
| 17 février 1993 | Los Angeles États-Unis | Salvador - Russie | 1-2   | amical      |

Bilan
- Total de matchs disputés : 5
- Victoires de l'équipe de Russie : 5
- Victoires de l'équipe du Salvador : 0
- Matchs nuls : 0

### Saint-Marin
| Date            | Lieu        | Match                | Score | Compétition                     |
| 12 octobre 1994 | Moscou      | Russie - Saint-Marin | 4 - 0 | Qualifications pour l'Euro 1996 |
| 7 juin 1995     | Saint-Marin | Saint-Marin - Russie | 0 - 7 | Qualifications pour l'Euro 1996 |

Bilan
- Total de matchs disputés : 2
- Victoires de l'équipe de Russie : 2
- Victoires de l'équipe de Saint-Marin : 0
- Matchs nuls : 0

### Slovaquie
Confrontations entre l'équipe de Russie de football et l'équipe de Slovaquie de football :
| Date             | Lieu                     | Match              | Score | Compétition                                           |
| 29 mai 1994      | Moscou Russie            | Russie - Slovaquie | 2-1   | Match amical                                          |
| 8 mars 1995      | Košice Slovaquie         | Slovaquie - Russie | 2-1   | Match amical                                          |
| 31 mai 2000      | Moscou Russie            | Russie - Slovaquie | 1-1   | Match amical                                          |
| 4 septembre 2004 | Moscou Russie            | Russie - Slovaquie | 1-1   | Qualifications pour la Coupe du monde 2006 (Groupe 3) |
| 12 octobre 2005  | Bratislava Slovaquie     | Slovaquie - Russie | 0-0   | Qualifications pour la Coupe du monde 2006 (Groupe 3) |
| 7 septembre 2010 | Moscou Russie            | Russie - Slovaquie | 0-1   | Qualifications pour l'Euro 2012 (Groupe B)            |
| 7 octobre 2011   | Bratislava Slovaquie     | Slovaquie - Russie | 0-1   | Qualifications pour l'Euro 2012 (Groupe B)            |
| 15 juin 2016     | Villeneuve-d'Ascq France | Russie - Slovaquie | 1-2   | Euro 2016 (groupe B)                                  |

#### Bilan
- Total de matchs disputés : 8
- Victoires de l'équipe de Russie : 2
- Victoires de l'équipe de Slovaquie : 3
- Matchs nuls : 3

Sources
- (sk) Reprezentácia - Slovenský futbalový zväz : Matchs de l'équipe de Slovaquie de football sur le site de la Fédération slovaque de football

### Slovénie
| Date               | Lieu               | Match             | Score | Compétition                                |
| 11 février 1996    | La Valette Malte   | Slovénie - Russie | 1-3   | Tournoi amical                             |
| 24 mars 2001       | Moscou Russie      | Russie - Slovénie | 1-1   | Qualifications pour la Coupe du monde 2002 |
| 1er septembre 2001 | Ljubljana Slovénie | Slovénie - Russie | 2-1   | Qualifications pour la Coupe du monde 2002 |

Bilan
- Total de matchs disputés : 3
- Victoires de l'équipe de Russie : 1
- Victoires de l'équipe de Slovénie : 1
- Matchs nuls : 1

### Soudan
| Date         | Lieu                        | Match         | Score | Compétition      |
| 30 août 1972 | Munich Allemagne de l'Ouest | Soudan - URSS | 1 - 2 | JO 1972 (Munich) |

Bilan
- Total de matchs disputés : 1
- Victoires de l'équipe du Soudan : 0
- Victoires de l'équipe de Russie : 1
- Matchs nuls : 0

### Suède
Confrontations entre l'équipe de Suède de football et les équipes de l'Empire russe, de RSFSR, d'URSS et de Russie de football.
| Date           | Lieu         | Match                | Score | Compétition |
| 4 mai 1913     | Empire russe | Empire russe - Suède | 1-4   | Amical      |
| 5 juillet 1914 | Suède        | Suède - Empire russe | 2-2   | Amical      |

| Date         | Lieu  | Match         | Score | Compétition |
| 21 août 1923 | Suède | Suède - RSFSR | 1-2   | Amical      |

| Date             | Lieu                 | Match        | Score | Compétition                                            |
| 8 septembre 1954 | Union soviétique     | URSS - Suède | 7-0   | Amical                                                 |
| 26 juin 1955     | Suède                | Suède - URSS | 0-6   | Amical                                                 |
| 19 juin 1958     | Suède                | Suède - URSS | 2-0   | Coupe du monde de football de 1958                     |
| 18 avril 1962    | Suède                | Suède - URSS | 0-2   | Amical                                                 |
| 22 mai 1963      | Union soviétique     | URSS - Suède | 0-1   | Amical                                                 |
| 13 mai 1964      | Suède                | Suède - URSS | 1-1   | Éliminatoires du Championnat d'Europe de football 1964 |
| 27 mai 1964      | Union soviétique     | URSS - Suède | 3-1   | Éliminatoires du Championnat d'Europe de football 1964 |
| 1er août 1968    | Suède                | Suède - URSS | 2-2   | Amical                                                 |
| 6 août 1969      | Union soviétique     | URSS - Suède | 0-1   | Amical                                                 |
| 6 août 1972      | Suède                | Suède - URSS | 4-4   | Amical                                                 |
| 5 août 1973      | Union soviétique     | URSS - Suède | 0-0   | Amical                                                 |
| 19 avril 1979    | Union soviétique     | URSS - Suède | 2-0   | Amical                                                 |
| 29 avril 1980    | Suède                | Suède - URSS | 1-5   | Amical                                                 |
| 3 juin 1982      | Suède                | Suède - URSS | 1-1   | Amical                                                 |
| 20 août 1986     | Suède                | Suède - URSS | 0-0   | Amical                                                 |
| 18 avril 1987    | Union soviétique     | URSS - Suède | 1-3   | Amical                                                 |
| 2 avril 1988     | Allemagne de l'Ouest | URSS - Suède | 0-2   | Tournois amical                                        |
| 13 juin 1991     | Suède                | Suède - URSS | 2-3   | Tournois amical                                        |

| Date         | Lieu       | Match          | Score | Compétition         |
| 24 juin 1994 | États-Unis | Suède - Russie | 3-1   | Coupe du monde 1994 |
| 19 août 1998 | Suède      | Suède - Russie | 1-0   | Amical              |
| 21 août 2002 | Russie     | Russie - Suède | 1-1   | Amical              |
| 18 juin 2008 | Autriche   | Russie - Suède | 2-0   | Euro 2008           |

Bilan
- Total de matchs disputés : 25
- Victoires des équipes de l'Empire russe, de RSFSR, d'URSS et de Russie : 9
- Victoires de l'équipe de Suède : 8
- Matchs nuls : 8

### Suisse
Confrontations entre l'équipe de Suisse de football et les équipes d'URSS et de Russie de football.
| Date             | Lieu                    | Match         | Score | Compétition                                      |
| 20 avril 1966    | Bâle Suisse             | Suisse - URSS | 2-2   | Amical                                           |
| 1er octobre 1967 | Moscou Union soviétique | URSS - Suisse | 2-2   | Amical                                           |
| 12 octobre 1975  | Zurich Suisse           | Suisse - URSS | 0-1   | Qualifications pour le Championnat d'Europe 1976 |
| 12 novembre 1975 | Kiev Union soviétique   | URSS - Suisse | 4-1   | Qualifications pour le Championnat d'Europe 1976 |
| 13 avril 1983    | Lausanne Suisse         | Suisse - URSS | 0-1   | Amical                                           |
| 17 avril 1985    | Berne Suisse            | Suisse - URSS | 2-2   | Qualifications pour la Coupe du monde 1986       |
| 2 mai 1985       | Moscou Union soviétique | URSS - Suisse | 4-0   | Qualifications pour la Coupe du monde 1986       |

| Date              | Lieu          | Match           | Score | Compétition                                      |
| 10 février 1997   | Hong Kong     | Russie - Suisse | 2-1   | Carlsberg Cup                                    |
| 2 septembre 2000  | Zurich Suisse | Suisse - Russie | 0-1   | Qualifications pour la Coupe du monde 2002       |
| 6 octobre 2001    | Moscou Russie | Russie - Suisse | 4-0   | Qualifications pour la Coupe du monde 2002       |
| 7 juin 2003       | Bâle Suisse   | Suisse - Russie | 2-2   | Qualifications pour le Championnat d'Europe 2004 |
| 10 septembre 2003 | Moscou Russie | Russie - Suisse | 4-1   | Qualifications pour le Championnat d'Europe 2004 |
| 27 juin 2007      | Genève Suisse | Suisse - Russie | 1-1   | Match amical                                     |

Bilan
- Total de matchs disputés : 13
- Victoires de la Russie : 8
- Victoires de l'équipe de Suisse : 0
- Matchs nuls : 5

Source
- Suisse : calendrier et résultats
- (en) Russia matches, ratings and points exchanged

### Syrie
Confrontations entre l'équipe de Syrie de football et les équipes d'URSS et de Russie de football :
| Date             | Lieu        | Match        | Score | Compétition |
| 21 novembre 1988 | Damas Syrie | Syrie - URSS | 0-2   | amical      |

Bilan
- Total de matchs disputés : 1
- Victoires de l'équipe de Syrie : 0
- Victoires de l'équipe de Russie : 1
- Matchs nuls : 0

## T

### Trinité-et-Tobago
Confrontations entre l'équipe de Trinité-et-Tobago de football et les équipes d'URSS et de Russie de football :
| Date             | Lieu                             | Match                    | Score | Compétition    |
| 23 novembre 1990 | Port-d'Espagne Trinité-et-Tobago | Trinité-et-Tobago - URSS | 0-2   | Tournoi amical |

Bilan
- Total de matchs disputés : 1
- Victoires de l'équipe de Trinité-et-Tobago : 0
- Victoires de l'équipe de Russie : 1
- Matchs nuls : 0

### Tunisie
Voici la liste des confrontations entre les équipes d'URSS et de Russie de football et l'équipe de Tunisie de football :
| Date         | Lieu             | Match          | Score | Compétition  |
| 20 mars 1977 | Tunis ( Tunisie) | Tunisie - URSS | 0-3   | Match amical |

| Date        | Lieu          | Match            | Score | Compétition                            |
| 5 juin 2002 | Kobé ( Japon) | Tunisie - Russie | 0-2   | Coupe du monde 2002 (phase de groupes) |

Bilan
- Total de matchs disputés : 2
- Victoires de l'équipe de Russie : 2
- Victoires de l'équipe de Tunisie : 0
- Matchs nuls : 0

### Turquie
Confrontations entre l'équipe de Turquie de football et les équipes d'URSS et de Russie de football.
| Date              | Lieu             | Match          | Score | Compétition                                      |
| 16 novembre 1924  | Union soviétique | URSS - Turquie | 3-0   | Amical                                           |
| 15 mai 1925       | Turquie          | Turquie - URSS | 1-2   | Amical                                           |
| 20 août 1931      | Union soviétique | URSS - Turquie | 3-2   | Amical                                           |
| 21 octobre 1932   | Turquie          | Turquie - URSS | 2-2   | Amical                                           |
| 23 octobre 1932   | Turquie          | Turquie - URSS | 0-4   | Amical                                           |
| 27 octobre 1932   | Turquie          | Turquie - URSS | 0-1   | Amical                                           |
| 30 octobre 1932   | Turquie          | Turquie - URSS | 2-3   | Amical                                           |
| 30 juillet 1933   | Union soviétique | URSS - Turquie | 1-2   | Amical                                           |
| 7 août 1934       | Union soviétique | URSS - Turquie | 2-1   | Amical                                           |
| 13 octobre 1935   | Turquie          | Turquie - URSS | 1-2   | Amical                                           |
| 15 octobre 1935   | Turquie          | Turquie - URSS | 2-2   | Amical                                           |
| 19 octobre 1935   | Turquie          | Turquie - URSS | 3-3   | Amical                                           |
| 21 octobre 1935   | Turquie          | Turquie - URSS | 2-3   | Amical                                           |
| 25 octobre 1935   | Turquie          | Turquie - URSS | 1-2   | Amical                                           |
| 27 octobre 1935   | Turquie          | Turquie - URSS | 3-3   | Amical                                           |
| 18 juin 1961      | Union soviétique | URSS - Turquie | 1-0   | Qualifications pour la Coupe du monde 1962       |
| 12 novembre 1961  | Turquie          | Turquie - URSS | 1-2   | Qualifications pour la Coupe du monde 1962       |
| 16 octobre 1961   | Union soviétique | URSS - Turquie | 0-2   | Amical                                           |
| 11 mars 1969      | Iran             | URSS - Turquie | 2-0   | Friendship Cup                                   |
| 15 octobre 1969   | Union soviétique | URSS - Turquie | 3-0   | Qualifications pour la Coupe du monde 1970       |
| 16 novembre 1969  | Turquie          | Turquie - URSS | 1-3   | Qualifications pour la Coupe du monde 1970       |
| 2 avril 1975      | Union soviétique | URSS - Turquie | 3-0   | Qualifications pour le Championnat d'Europe 1976 |
| 23 novembre 1975  | Turquie          | Turquie - URSS | 1-0   | Qualifications pour le Championnat d'Europe 1976 |
| 5 octobre 1978    | Turquie          | Turquie - URSS | 0-2   | Amical                                           |
| 23 septembre 1981 | Union soviétique | URSS - Turquie | 4-0   | Qualifications pour la Coupe du monde 1982       |
| 7 octobre 1981    | Turquie          | Turquie - URSS | 0-3   | Qualifications pour la Coupe du monde 1982       |
| 10 mai 1989       | Turquie          | Turquie - URSS | 0-1   | Qualifications pour la Coupe du monde 1990       |
| 15 novembre 1989  | Union soviétique | URSS - Turquie | 2-0   | Qualifications pour la Coupe du monde 1990       |

| Date          | Lieu    | Match            | Score | Compétition |
| 20 avril 1994 | Turquie | Turquie - Russie | 0-1   | Amical      |
| 22 avril 1998 | Russie  | Russie - Turquie | 1-0   | Amical      |
| 31 août 2016  | Turquie | Turquie - Russie | 0-0   | Amical      |
| 5 juin 2018   | Russie  | Russie - Turquie | 1-1   | Amical      |

Bilan
- Total de matchs disputés : 32
- Victoires des équipes d'URSS et de Russie : 23
- Victoires de l'équipe de Turquie : 3
- Matchs nuls : 6

Source
- (en) Russia matches, ratings and points exchanged

## U

### Ukraine
Confrontations entre l'équipe de Russie de football et l'équipe d'Ukraine de football
| Date             | Lieu          | Match            | Score | Compétition                     |
| 5 septembre 1998 | Kiev Ukraine  | Ukraine - Russie | 3-2   | Qualifications pour l'Euro 2000 |
| 9 octobre 1999   | Moscou Russie | Russie - Ukraine | 1-1   | Qualifications pour l'Euro 2000 |

Bilan
- Total de matchs disputés : 2
- Victoires de l'équipe de Russie : 0
- Victoires de l'équipe d'Ukraine : 1
- Matchs nuls : 1

### Uruguay
Confrontations entre l'équipe d'Uruguay de football et les équipes d'URSS et de Russie de football.
| Date             | Lieu             | Match            | Score | Compétition                       |
| 29 novembre 1961 | Uruguay          | Uruguay - URSS   | 1-2   | Amical                            |
| 27 avril 1962    | Union soviétique | URSS - Uruguay   | 5-0   | Amical                            |
| 6 juin 1962      | Chili            | URSS - Uruguay   | 2-1   | Coupe du monde 1962               |
| 20 mai 1964      | Union soviétique | URSS - Uruguay   | 1-0   | Amical                            |
| 4 décembre 1964  | Uruguay          | Uruguay - URSS   | 1-3   | Amical                            |
| 14 juin 1970     | Mexique          | Uruguay - URSS   | 1-0   | Coupe du monde 1970               |
| 29 juin 1972     | Brésil           | URSS - Uruguay   | 1-0   | Coupe de l'Indépendance           |
| 25 mai 2012      | Moscou Russie    | Russie - Uruguay | 1-1   | Amical                            |
| 25 juin 2018     | Samara Russie    | Uruguay - Russie | 3-0   | Coupe du monde de 2018 (Groupe A) |

Bilan
- Total de matchs disputés : 9
- Victoires des équipes d'URSS et de Russie : 6
- Victoires de l'équipe d'Uruguay : 2
- Matchs nuls : 1

Source
- (en) Russia matches, ratings and points exchanged

## Y

### Yougoslavie
Confrontations entre les équipes de Yougoslavie, de RF Yougoslavie et de Serbie de football, et les équipes d'URSS et de Russie de football :
| Date              | Lieu                    | Match              | Score | Compétition                            |
| 20 juillet 1952   | Tampere Finlande        | Yougoslavie - URSS | 5-5   | JO 1952 (Helsinki)                     |
| 22 juillet 1952   | Tampere Finlande        | Yougoslavie - URSS | 3-1   | JO 1952 (Helsinki)                     |
| 8 décembre 1956   | Melbourne Australie     | Yougoslavie - URSS | 0-1   | JO 1956 (Melbourne) (finale)           |
| 10 juillet 1960   | Paris France            | Yougoslavie - URSS | 1-2   | Euro 1960 (finale)                     |
| 31 mai 1962       | Arica Chili             | Yougoslavie - URSS | 0-2   | Coupe du monde 1962 (phase de groupes) |
| 22 novembre 1964  | Belgrade Yougoslavie    | Yougoslavie - URSS | 1-1   | amical                                 |
| 4 septembre 1965  | Moscou Union soviétique | URSS - Yougoslavie | 0-0   | amical                                 |
| 18 septembre 1966 | Belgrade Yougoslavie    | Yougoslavie - URSS | 1-2   | amical                                 |
| 24 septembre 1969 | Belgrade Yougoslavie    | Yougoslavie - URSS | 1-3   | amical                                 |
| 28 octobre 1970   | Moscou Union soviétique | URSS - Yougoslavie | 4-0   | amical                                 |
| 30 avril 1972     | Belgrade Yougoslavie    | Yougoslavie - URSS | 0-0   | Qualifications pour l'Euro 1972        |
| 13 mai 1972       | Moscou Union soviétique | URSS - Yougoslavie | 3-0   | Qualifications pour l'Euro 1972        |
| 17 avril 1974     | Zenica Yougoslavie      | Yougoslavie - URSS | 0-1   | amical                                 |
| 23 mars 1977      | Belgrade Yougoslavie    | Yougoslavie - URSS | 2-4   | amical                                 |
| 25 janvier 1985   | Cochin Inde             | Yougoslavie - URSS | 2-1   | Tournoi amical                         |
| 4 février 1985    | Cochin Inde             | Yougoslavie - URSS | 1-2   | Tournoi amical                         |
| 29 août 1987      | Belgrade Yougoslavie    | Yougoslavie - URSS | 0-1   | amical                                 |

| Date           | Lieu                     | Match                   | Score | Compétition                                |
| 31 mai 1985    | Belgrade Yougoslavie     | Yougoslavie - Russie    | 1-2   | amical                                     |
| 7 février 1997 | Hong Kong                | RF Yougoslavie - Russie | 1-1   | Tournoi amical                             |
| 12 mars 1997   | Belgrade RF Yougoslavie  | RF Yougoslavie - Russie | 0-0   | amical                                     |
| 20 août 1997   | Saint-Pétersbourg Russie | Russie - RF Yougoslavie | 0-1   | amical                                     |
| 25 avril 2001  | Belgrade RF Yougoslavie  | RF Yougoslavie - Russie | 0-1   | Qualifications pour la Coupe du monde 2002 |
| 2 juin 2001    | Moscou Russie            | Russie - RF Yougoslavie | 1-1   | Qualifications pour la Coupe du monde 2002 |
| 19 mai 2002    | Moscou Russie            | Russie - RF Yougoslavie | 1-1   | Tournoi amical                             |

Bilan
- Total de matchs disputés : 24
- Victoires de l'équipe de Serbie : 3
- Victoires de l'équipe de Russie : 13
- Matchs nuls : 8